# 非公認戦隊アキバレンジャー
『非公認戦隊アキバレンジャー』（ひこうにんせんたいアキバレンジャー、UNOFFICIAL SENTAI AKIBARANGER）は、2012年4月6日から6月29日までBS朝日およびTOKYO MXで放送された東映制作の特撮テレビドラマとそのオープニングテーマ、および作中で主人公たちが変身するヒーローの名称。スーパー戦隊シリーズのセルフパロディ作品。ハイビジョン制作。
2013年4月5日より放送していた、『非公認戦隊アキバレンジャー シーズン痛（2）』（ひこうにんせんたいアキバレンジャー シーズンつう）についても記載する。

## 概要
東映による制作で「戦隊」の名を持つが、「公認」のスーパー戦隊シリーズからは「非公認」扱いとなるセルフパロディ作品。東映が深夜枠向けの特撮作品を制作するのは、『Sh15uya』以来7年ぶりである。また、スーパー戦隊シリーズの放映局であるテレビ朝日は制作に関与せず東映の単独制作となっているため、テレビ朝日の制作クレジットが本作品にはないうえ、従来のスーパー戦隊シリーズを放映してきたテレビ朝日系列地上波ではなく、同社系列のBSデジタル放送局であるBS朝日や独立局であるTOKYO MXで放送された。1クール全13回（最終回は総集編）。
主な舞台を秋葉原（アキバ）とし、主人公たちはフィギュアや痛車などの萌え要素を持ったアイテムを駆使して戦う。メンバーはレッド・ブルー・イエローの3人編成だが、男性はレッドのみであとの2名は女性である。また、子供向け番組である従来のスーパー戦隊シリーズでは表現しにくいお色気要素や、若干品のない表現なども含めた大人向け描写を取り入れている。
非公認ではあるものの、随所に公認のスーパー戦隊の映像やネタが盛り込まれている本作品はスーパー戦隊シリーズをフィクションと定義したメタフィクションであり、『特捜戦隊デカレンジャー』のデカレッド役の載寧龍二が本人役で出演したり、緑川光が声を当てているキャラクターを緑川の愛称にちなむ「グリリバ声」と評したりするなど、現実世界の俳優や声優が現実として存在する設定となっている。
お色気ネタやおたくネタなど際どいネタが散りばめられていること、そしてスーパー戦隊の実在を信じる未就学児への配慮から、「良い子は見ちゃダメ（だぞ）っ！」というキャッチコピーが付けられているほか、未就学児の夢を壊しかねないうえに彼らにとって相応しくない表現や台詞のうち過激なものは、モザイク処理やピー音で隠されている。握手会に参加した未就学児に対しても、スタッフが「今だけ応援してね。放映は見ないように」と注意を促している。
2013年1月11日には東京国際フォーラムにて開催された『超英雄祭』に赤木信夫が登場して第2シーズンの製作が発表され、後日には公式サイトでも概要が発表された。タイトルは『非公認戦隊アキバレンジャー シーズン痛』となり、放映局に兵庫県の独立局であるサンテレビも加わっている。

## 企画経緯
東映プロデューサーの日笠淳によると、2011年に制作されたシリーズ35作記念作品『海賊戦隊ゴーカイジャー』は過去の戦隊ファンから予想を越える反響があり、スーパー戦隊でも年長のファン向け商品が成立する手応えを感じた。これにより、『ゴーカイジャー』終了後もファンに喜ばれる作品として本作品の企画に至った。企画段階での仮題は『深夜戦隊』で、タイトル案には『海賊版戦隊ゴカイジャー』というものもあった。
秋葉原というモチーフは、スーパー戦隊シリーズや仮面ライダーシリーズとは被らないであろう要素として選ばれた。メンバー構成は、公認側では出来ない要素として女性の比率が多くなっている。企画段階では、女性レッドと男性2人という案も存在した。3人戦隊という構成は、当時展開中であった『特命戦隊ゴーバスターズ』と同じであるが、本作品は大人向けとして割り切られていたため特に問題にはならなかったという。妄想の世界で戦うという展開は映画『エンジェル ウォーズ』を参考にしている。
バンダイでは、可動フィギュアシリーズS.H.Figuartsでスーパー戦隊シリーズのキャラクターを導入し始めていたが、仮面ライダーシリーズほどの売上は得られず、大人ファンの獲得が命題となっていた。S.H.Figuartsを手がけるバンダイコレクター事業部の原昇は、前年までボーイズトイ事業部に在籍していたことから東映とも繋がりがあり、東映側に相談を持ちかけたところ本作品の企画意図と合致し、S.H.Figuartsを中心とした商品展開が行われることとなった。そのため、アキバレンジャーのキャラクターデザインはフィギュア化を前提に進められ、美少女フィギュア風の髪型のディテールが取り入れられているほか、胸部のクリアパーツや黒地のハードディテールなど大人向けやフィギュア映えが意識されており、肘や膝なども関節パーツ状のディテールとなっている。
女性が多いメンバー構成は、フィギュアの購買層である男性ファンを意識してのものであったが、監督の田﨑竜太は実際にはアキバレッドが男性ファンの人気を集めていたと証言している。
過去作品の小道具などについては『ゴーカイジャー』時に作成された倉庫のリストを活用している。第4話の地球守備隊の制服も『電撃戦隊チェンジマン』当時のものである。一方で、『激走戦隊カーレンジャー』のゾンネットの衣裳など所在が確認できず使用できなかったものもあるという。
当初は全12話になるか全13話になるかはっきりしていなかったため、どちらでも対応できるように第12話が物語上の結末となった。

### 企画経緯（シーズン痛）
シーズン1終了後の2012年8月ごろから続編以外の可能性も含め『アキバレンジャー』の継続企画が検討され、最終的に主演の和田正人のスケジュールや意向を踏まえて続編として『シーズン痛』が制作されることとなった。しかし、シーズン1の展開をそのまま引き継いでしまうと明るく楽しい作品にはならないだろうとの判断から、シーズン1の結末を覆す形での物語の開始となった。
内容については、シーズン1では特撮ファン以外のマニアにも向けたネタも取り入れていたが、シーズン痛では前作で視聴者が『アキバレンジャー』の世界観に踏み込んだことを踏まえ、戦隊ネタを意図的に濃くしている。過去の作品を再現したシーンでは、フィルム合成の質感を再現したり、当時のアナログ技術を用いるなどしており、監督の田﨑竜太は過去の技術を蘇らせる意図があり、また視聴者に作り手意識を味わってもらうことも狙いであったと述べている。
アキバブルーは、青柳美月役の日南響子のスケジュールの都合により、澤田汐音が演じる石清水ルナが変身する二代目となった。澤田は本作品がテレビドラマ初レギュラーとなった。監督の鈴村展弘は、企画段階では二代目の設定は存在しなかったことを証言している。
制作は、パイロット監督の田﨑がテレビドラマ『科捜研の女』の撮影中であったため、鈴村展弘が担当する第4話・第5話からのクランクインとなった。
劇中では登場人物が続編を希望するセリフを発しているが、プロデューサーの日笠淳は物語としては2作で完結したと位置づけている。

## キャスティング
葉加瀬博世役の内田真礼は声優が本業であり、本作品が実写初出演であった。本位田さやか役の森田美位子も本作品が女優デビュー作となった。
三田こずこず役の愛川こずえも女優ではなくネットアイドルグループDANCEROIDのメンバーであり、監督の田﨑竜太からの提案により起用された。第6話・第7話には同じくDANCEROIDのメンバーであるいとくとらもゲスト出演している。
ドクターZ役の声優矢尾一樹は、監督の鈴村展弘と『忍者戦隊カクレンジャー』以来の付き合いであり、当時から実写での出演を約束していたことから本作品へ参加した。しかし実際には重要部分の演出は鈴村組ではなく田﨑組であった。
第5話ゲストの松本梨香も鈴村とは飲み友達であり、以前より実写での出演を希望していた。
スーパー戦隊シリーズが存在している世界観のため、過去の戦隊キャストは本人役または過去に演じた役のみでの出演となった。都築タクマ役の高木心平は、候補に挙がっていた兄の高木万平では別役にできないため起用された。第6話での新堀和男の稽古相手は、同話でレッドホークのスーツアクターを務めた前田浩が演じていたが、信夫はティラノレンジャーなどを演じていた前田も知っているのではないかとの判断から、前田の顔は見せないかたちでの撮影となった。
第3話の初期稿では、信夫が男性の少ないアキバレンジャーにグリーンとブラックを加入させるため、名前に色の入っている声優の緑川光と黒田崇矢をスカウトしようとする展開が存在し、その名残から両者が係長役で出演した。
デリューナイト役の平田広明は、キャラクターデザインのさとうけいいちの事務所を訪れた際にさとうから出演を依頼された。

## あらすじ

### あらすじ（シーズン1）
秋葉原では今、特撮テレビドラマスーパー戦隊シリーズと美少女アクションアニメ『にじよめ学園ズキューーン葵』が人気を二分している。この2つのキャラクターを基に、「戦隊カフェひみつきち」店長の葉加瀬博世は新しいヒーローを作り出した。
博世はこの街のカルチャーを愛する1人のおじさんと2人の若者、赤木信夫・青柳美月・萌黄ゆめりあをスカウトし、『ズキューーン葵』のフィギュアを模した変身アイテムモエモエズキューーン（MMZ-01）を渡し、3人組のヒーロー非公認戦隊アキバレンジャーに変身させる。3人は秋葉原の平和を乱す敵邪団法人ステマ乙（）を相手に日夜戦うが、その戦いは現実世界で起こっているものではなく「モエモエズキューーン」によって彼らの妄想が増幅された結果、妄想世界で展開されているものだった（第1話 - 第6話）。
やがて、ある事件をきっかけにアキバレンジャーの戦場は妄想世界から現実世界へ移ると思われたが、その果てには予想外の出来事が待ち受けていた。

### あらすじ（シーズン痛）
ステマ乙との最終決戦から9か月後。アキバレンジャーは解散し、信夫は佐々木ポンポコデリバリーの一社員に戻って何事もない日々を過ごしていたが、かつて戦った日々は大切な思い出として脳裏に焼き付いていた。
久々にひみつきちを訪れ、博世やこずこずと共に思い出を語り合った帰り道、信夫はとある店でアキバレンジャーが17番目のスーパー戦隊『五星戦隊アキバレンジャー』として公認され、キャラクターグッズも堂々と販売されているのを目にする。本来なら17番目の作品は『五星戦隊ダイレンジャー』のはずだが、ひみつきちの面々以外はアキバレンジャーこそが17番目と信じて疑わない。それどころか、リュウレンジャーとキバレンジャーが洗脳され、設定が改変されてしまっていた。その一件を解決した後も、別の作品や実在の人物が改ざんされる怪現象が次々に発生していく。
これらの現象は、ステマ乙に代わる新しい悪の組織新次元頭脳改造地下真帝国バロスw（）が、現実世界に存在する既存の作品を改ざんすることでその作品のファンたちとアキバレンジャーの妄想力を低下させ、現実世界へ侵攻しやすくするために起こしていた作戦だった。信夫たちは2代目ブルーとして急遽スカウトした石清水ルナと、萌黄ゆめりあ改め横山優子と共に、現実世界の作品を守るためにバロスwに立ち向かう。
『シーズン痛』では、第一期とは設定と出来事が多少異なる信夫たちの回想を語った第1痛からスタートする。ここでは、第一期終了時までの「ステマ乙が妄想世界を抜け出して『作中の現実世界』へ侵攻する」という展開ではなく、全く違った展開・結末でシーズン1が終了したということになっている。
第11痛にてマルシーナの指摘により、ルナを除くひみつきちのメンバーはシーズン1での自分たちが作品の中の登場人物であるということも含めた、すべての記憶を思い出した。またマルシーナの八手三郎に対する干渉によってシーズン痛が開始された際に登場人物（マルシーナを除く）たちは、上記の設定でシーズン1が終わったという記憶に書き換えられていたということも発覚した。

## 登場人物

### 非公認戦隊アキバレンジャー
赤木信夫・青柳美月・萌黄ゆめりあの3人が「妄想力」を増幅することで変身するヒーロー。外見こそスーパー戦隊にも似たグループヒーローだが、スーパー戦隊には公認されていない。信夫曰く、ブルーとイエローの両方が女性で、しかもメンバー比率が男女逆転しているのはシリーズ初であり、主に男児向けの公認では不可能な設定でありながら時世を反映し、いずれ来るやもしれない新たな戦隊物の世界を予感させている。活躍が認められて日曜朝に放送される（＝公認される）ことを目標に、戦い続ける。秋葉原の街で邪団法人ステマ乙の悪事を発見すると変身して立ち向かうが、それ自体が3人の妄想の産物でしかなく、戦いの様子を3人以外の視点で見ると、変身もせずにポーズや台詞をキメながら街頭でシャドーボクシングをしているようにしか見えないという、非常に滑稽なものである。そのため、3人をスカウトした博世自身すら、シリーズ後半に差し掛かるまで3人がアキバレンジャーに変身した後の姿を全く知らなかった。
- シンボルマークは漢字の「非」にアキバの「A」を重ねたもの[2]。スーツの胸に描かれているマークは「センタイ」の文字をデザイン化したもの[2]。変身後のキャッチフレーズは「痛さは強さ! 非公認戦隊アキバレンジャー!」で、名乗りの際に後方で発生する爆発の威力が不安定かつ過剰である。また、毎回演出が大きく異なり、爆発の種類だけでなく場合によってはロゴの登場など、非公認という割には無駄に凝っている。前述のように不安定で決まらなかった名乗りは、第8話にしてようやくその完成形を見せた。ただし、レッドが変わった第11話では『百獣戦隊ガオレンジャー』や『獣拳戦隊ゲキレンジャー』を連想させる名乗りになっている。
- 変身後のスーツは当初は1着のみで、シーズン1途中でイベント用のスーツが追加された[26][27]。第4話の偽ブルーはイベント用スーツを用いている[26][27]。

赤木 信夫（）/ アキバレッド
演：和田正人、鈴木福（幼い信夫 役（第6痛））
本作品の主人公。運送会社「佐々木ポンポコデリバリー」で働く青年。29歳で実家暮らし。一人称は「俺」。スーパー戦隊シリーズと『にじよめ学園ズキューーン葵』の大ファンで、高い妄想力に加えてやたら細かいスーパー戦隊の知識を持つ。その言動には痛々しいところが目立つものの素直で面倒見は良く、それなりの常識も持ち合わせたレッドらしいリーダーシップを備えた人物。
ポンポコデリバリーの仕事着を普段着としても着用しており、制服の赤ジャケットに白マフラーとフィンガーレスの黒グローブでアレンジしている。私服でもマフラーとグローブを着用している。
変身後のキャッチフレーズは「デカレンジャーなら伴番推し!」のように歴代スーパー戦隊に関する用語と、それに該当するキャラクター1人を挙げる「○○なら××推し!」と言うのが通例。ただし、踏まれたい女幹部（第4話）や食べたい公認料理（第8話）を挙げたりと、変則的なパターンも。戦闘面では全身を使った猪突猛進型の戦闘スタイルで、彼の性格上恰好良く決まらないことも多々ある。頭部の鋭利な形状を活かした攻撃も得意とする。
真剣にレッドに憧れるがゆえに、第2話で自分たちの戦いが妄想でしかないことを知らされた時は「何をしても妄想でしか無い、現実にレッドになれはしない」と落ち込んでアキバレンジャーを脱退しようとするが、博世の仕込みによるデカレッドの励ましを受け、続けることを決意した。女子高生の美月からは、普段から当然のように「おじさん」と呼ばれているものの本人は全く気にしていない様子であり、むしろ第9話にて浅草アルパカに襲われていたさやかを救うために、その図抜けた妄想力により妄想の壁を越えて現実世界での変身を遂げた際には1度だけ「赤木さん」と呼ばれた。第10話にて、さやかが信夫の勤務先で信夫の名前と電話番号を聞きお礼の電話をしてきたことで、偶発的にさやかの電話番号を入手した。
終盤、アキバレンジャーとしての活動が認められペンタゴンへ行くことになるが、それを『テコ入れフラグ』だと察知。この世界は『非公認戦隊アキバレンジャー』という番組であることに気付き、公認されるのは不可能と分かっても『非公認戦隊アキバレンジャー』は「オタクたちの記憶に残る番組」だと自負し、最強のラスボス・八手三郎に抗い続ける。
- 名乗りポーズは、『宇宙刑事シャリバン』とブルース・リーをイメージしている。
- 演じる和田は、当初はオタクっぽさを求められていたが、役として魅力的に考え、自身の得意とする明るいキャラクター付けで演じた。

シーズン痛
30歳。アキバレンジャー解散後、普通のサラリーマンに戻って平凡な日々を過ごしていたが、アキバレンジャーが公認されたという謎の現象を目撃したのをきっかけに、再びアキバレッドに変身する。優子の結婚式に1人だけ呼ばれていなかったため、第4痛まで優子が結婚したことを知らなかった。ルナからは美月同様「おじさん」と呼ばれる。
第4痛で優子の家に行った際には靖子に対して「海城 直也（）」と名乗っている。また、同エピソードでズキューーン葵の世界観がバロスwに改ざんされたことと、スマホモンガーの「ズキューーン葵Z」のネタバレ攻撃で落ち込み、一時的に妄想力を失ってしまった。しかし、優子の作った同人誌『真・劇場版ズバーーン葵Z-絶倒-』を読んだことで妄想力を取り戻し、かつ「超妄想」によって超アキバレッドに変身する能力を得た。
幼少期（幼稚園時代）に見た『超獣戦隊ライブマン』に登場するサポートロイド・コロンに恋した影響で、ツルツルテカテカのメカ的な外観の女の子キャラ（「ズキューーン葵」も含む）に弱い。
第11痛では、マルシーナの強大な力によりスーパー戦隊がなくなったことで一時的に引きこもっていたが、スーパー戦隊を守るためにデリューナイトに立ち向かうブルー・イエローを見て戦う勇気を取り戻し、ブルーの戦いをヒントにデリューナイトを倒した。
第12痛でプリズムAを倒した直後にVSシリーズで呼び出してしまった宇宙艦隊との戦いで命を落としている。最終痛ではルナや優子とともにひみつきちに現れてシーズン痛の思い出を語っており「必要な時が来れば八手が蘇らせてくれるさ」とお気楽気味で、迎えに来た初代イエローフォー・アバレキラー・タイムファイヤーとともに、ひみつきちから姿を消した。
超アキバレッド
アキバレッドがムニュムニュズバーーンを使い超妄想して変身した姿で、葵ちゃんアーマーが追加されている。第4痛で初変身した際には、葵ちゃんアーマーを庇いながら戦っていたためブルーに「パワーアップした意味がない」と言われたが、レッド曰く「俺の葵ちゃんへの愛と、葵ちゃんの俺への感謝が増幅して4倍のパワーになっている」らしい。
第12痛では、超アキバレッドとして3人での名乗りを行っている。その後ツー将軍によって妄想送された魔導携帯ウーザフォンによる「ドーザ・ウル・ウガロ」の魔法で巨大化し、プリズムAと戦っている。
- 当初は3人全員の強化案も検討されていたが、レッドの強化案の1つであった葵が抱きついたデザインが「痛さは強さ」を体現しているものであったため、レッドのみを強化しブルーとイエローはマイナーチェンジに留まった。

青柳 美月（）/ アキバブルー
演：日南響子
本作品のメインヒロイン。強くなるために総合格闘技を極めんとする18歳の女子高校生。一人称は「私」。生真面目で勝気な性格だが、実は『ズキューーン葵』萌えであるツンデレ。『ズキューーン葵』以外のサブカルチャー知識が薄く、スーパー戦隊に関する知識もほとんどない。そのため、人知れずスーパー戦隊シリーズのDVDなどを借りて目下勉強中である。基本的には学校の制服を着用しているが、私服でもミニスカートを愛用している。ひみつきちでも柔軟体操など鍛錬を欠かさない。
博世のスカウトを一度は渋るも、初変身でのパワーに感動し「イメージトレーニングに最適」という理由からアキバレンジャーに加入。名乗りはいたってシンプルで前口上がなかったが、自分抜きで妄想世界に入られるのを嫌がったり、妄想世界での勝負に負けて悔しく思うなど、次第に変身の味をしめてきている。そして第6話で出会った新堀和男の稽古を受けたことをきっかけに公認を目指すことを宣言し、それ以降は名乗りの際「アキバ」と「ブルー」の間に派手な立ち回りを見せるようになった。第10話でゆめりあと共に現実世界での変身を遂げる。当初はオタクを嫌悪していた感があったが、徐々にその世界に触れた結果、最痛回では「オタクの記憶に残るだけでいい」と言うまでになった。
変身後のアキバブルーはスカートをめくると白熊の絵柄がプリントされたパンツが見えるが、パンツを見られたり胸を触られたり、よくセクハラの被害に遭う。戦闘では最も格闘戦を得意としており、美月の妄想により普段よりもイメージ通りのアクションが可能となっている。
- 当初は空手少女という設定であったが、アクション監督の大橋明は殴る蹴るだけにはしたくないと考え、自由度の高い総合格闘技という設定に改められた。
- 変身後のスーツアクターを務めた大島遥は、アクション時にポニーテールのパーツが首の後に刺さってしまうことを苦労した点に挙げている。

シーズン痛
第1痛では、ペンタゴンにスカウトされ、ステマ乙との戦いに勝利した後ペンタゴンへと旅立っていった。第11痛にて記憶が修正されていたことが判明したが、回想シーン以外には再登場していない。

萌黄 ゆめりあ(CN)（）/ アキバイエロー
演：荻野可鈴
本作品のヒロインの1人。その日のコスチュームによって一人称や言動だけでなく、性格まで変わるなりきり型のコスプレイヤー。萌黄ゆめりあの名はCN（）兼ペンネームで本名は山田 優子（）。一人称は「あたし」。コスプレが少しでも外れるとキャラが崩れ、デスボイスになることも。見た目は10代の少女だがれっきとした23歳のOL。第5話で24歳になる。「何だか楽しそう」という理由でアキバレンジャーに加入した。信夫ほどではないがスーパー戦隊の知識もあり、お約束について信夫が語ると激しく同意する。昭和世代の戦隊にはやや疎いものの、イエローとして「イエローはカレー好き」を実践しようと、ひみつきちでカレーばかり無理に四杯も食べていたことも。基本的に職場などでは隠しているが腐女子であり、仕事の合間などにボーイズラブとスーパー戦隊を題材とした同人誌の執筆もしている様子。山梨県出身。
変身後はゆめりあの願望により巨乳となっている。名乗りそっちのけでコミケなどの話題を延々と話し出してしまうため、待ちかねたレッドやマルシーナに遮られたり問答無用で進められるのが常となっていることから、テコ入れ回を除いて最痛回まで真面目にアキバイエローを名乗ることはなかった。戦闘面では変身前のコスプレのキャラに引っ張られることも多く、それによって戦闘スタイルが変化する。
- CNのゆめりあは、東映東京撮影所のある大泉学園駅前のショッピングモール「ゆめりあフェンテ」から取られた。

シーズン痛
第1痛ではシーズン1と同じく萌黄ゆめりあ（CN。本名は山田優子）と名乗っており、ステマ乙との戦いの後に「野暮用があるのでしばらく会えなくなる」と言い残し、信夫たちの前から去ったが、第2痛で博世からの連絡を受け、レッドとブルーのピンチに駆けつけた。
実は野暮用とは結婚のことであり、結婚により山田姓から横山姓（「横」に黄が含まれている）になったことで名刺の名前をコスプレネームの萌黄ゆめりあから本名の横山 優子（）に変えている。当初は姑の靖子から「横山家に相応しくないオタクの行動は許さない」と言い含められていたことから、オタクであることを隠し通しており、コスプレもひみつきち内でのみ行っていた。しかし、第4痛での戦い（自室内でのシャドーボクシング状態）を見た靖子に「横山家に相応しいオタク」であると認められたことで、第5痛以降は再びコスプレ姿で公の場に出て行くようになっている。
第11痛では、自身のコレクション同人誌がマルシーナものに置き換わったショックでやおい活動をやめようとしたが、ルナの想いを受け、信夫抜きで、ルナと共にデリューナイトに立ち向かう。
第12痛の最終決戦で信夫たちとともに命を落としている。最終痛では、自分たちの死を悲しむ博世たちを気にかけつつ、信夫やルナと共に姿を消した。
アキバイエローとしては、シーズン1ではツインテールだった部分がシニヨン（お団子）になっている、パンツのお尻の部分に「人妻」の文字が書かれているなどの変化がある。相変わらず前置き（近況報告）が長いため変身後の個人の名乗りは前作同様まともにできていなかったが、第12痛では「イエロー」の部分だけ名乗っている。

石清水 ルナ（） / アキバブルー（2代目）
演：澤田汐音
シーズン痛に登場。売れないアイドルの女子高生。16歳。一人称は「私」。表裏が無く、腹黒ともとれる本音を直球で言ってしまう性格。右手（左手の場合もある）の薬指を曲げて手のひらを正面に向け額にかざす独自のポーズを持っており、変身後の名乗りの際にもこのポーズをとっている。スターリンクという事務所に所属しており、東条という担当マネージャーが付いているが、あまりに売れていないために連絡が全く無かった。1年通して放映しているドラマが東映の特撮モノぐらいしかないため、次のステップアップに繋げる踏み台にするために東映特撮モノのレギュラーの座を獲得することに情熱を燃やしている。赤木が苗字の「清」に青が含まれることを指摘し、先代アキバブルーと同じ名前の漢字という安直な理由で博世がアキバブルーにスカウトした時、『五星戦隊アキバレンジャー』のリメイク版にスカウトされたと勘違いし即断で加入を決めた。Mikiqediaに項目のないパイロット監督の知識を持ってはいるが、「パイロット監督請負人」とまで呼ばれる人物のことまでは調べていない。小学生時代にCS放送の東映チャンネルで『五星戦隊アキバレンジャー』を見て以来のファンであり、第2痛での変身後にはダイレンジャー風に「アキバブルー・期待の新星・ルナ」と名乗る。しかし、武器の名称や赤木たちが変身した際の名乗りなどが自分の知っているものと異なっていることに多少の戸惑いを見せている。
第3痛終盤で五星戦隊がダイレンジャーに戻ったためアキバレンジャーが撮影でないことに気付き、一時的にやる気をなくし離脱した。第4痛ではあまりに東条マネージャーからの連絡が無いため、ネット（ニコニコチューブ）に上げるための「Heroic lily」で踊っている動画を事務所を通さずに撮影していたが博世に乱入され、さらにその時にマネージャーから電話があったため撮影を断念する。後に、博世が事務所に仕事としてギャラの交渉をしに行ったことで、戦いに参加している。第5痛では、改変された戦隊シリーズを元に戻そうと変身が解けても戦う信夫と優子の雄姿を目の当たりにしたことで、もう一度アイドルへの踏み台にするために改めてアキバブルーになる決意をする。
第11痛では踏み台にするためのスーパー戦隊がなくなったことで再びアキバレンジャーを離脱しマルシーナに弟子入りしようと考えていたが、ひみつきちのメンバーの笑顔が忘れられず、今度は打算ではなく純粋にその笑顔を取り戻すためアキバブルーになりデリューナイトに立ち向かう。その戦闘中に「冥土のお土産に…」と口走って放った攻撃が効いたことで、超レッドがデリューナイトに勝利するきっかけとなった。
第12痛での最終決戦は、妄想世界ではなく現実世界での戦いだったため信夫たちとともに命を落としている。最終痛での思い出話で初めて美月について言及しており、「美月先輩」と呼んでいる。
アキバブルーとしては、ポニーテールがSの字になっている、パンツの動物柄が無くなりガーターベルトが追加されているなど、初代との外観上の違いがある。また、技を放つ際やポーズを決めた際など事あるごとに「ルナ!」と掛け声をかける。

### 戦隊カフェひみつきち
秋葉原にあるスーパー戦隊をテーマとしたコスプレ喫茶。戦隊グッズが多数飾られており、どう見ても撮影に用いられていたとしか思えない小道具が多数並ぶ。また、メニューも戦隊にあやかった名称である。客足も多いが、第10話EDのモノローグでは「客は来るもののただ駄弁っていくだけで、経営は赤字」と語られている。ほぼ常にスーパー戦隊の主題歌、映像を流している。
- 外観のロケ地はホワイトキャンバス秋葉原本店[45]。

葉加瀬 博世（）
演：内田真礼
戦隊カフェ「ひみつきち」店長にして、アキバレンジャーの指揮官的立場にある女性。信夫、美月、ゆめりあをスカウトした。彼女もスーパー戦隊オタクであり、また『にじよめ学園ズキューーン葵』のファンでもある模様。普段は落ち着いた言動をしているが、本質的には明るく突飛な仕草を見せることもあり、時には信夫でさえ呆れることがある。本人いわく「酒を飲んでも顔に出ない」が、調子に乗って飲み過ぎると顔が真っ赤になり、終いには眠ってしまうほか、時に客との間でスーパー戦隊談義が高じて口論になることもあるという。スーパー戦隊歴代の女性幹部ではヘドリアン女王を推している。店内では白衣を着用している。
第9話で、『ズキューーン葵』の主演声優にして素性不明のミステリアスボイスクイーンこと十夜月 朱里（）の正体であったことが判明。『ズキューーン葵』の打ち上げパーティの際に父親の都築丈博からMMZ-01を3体贈られた。MMZ-01にはそれを使用するに従って博世の身体に負担をかけ、最終的には彼女の声優としての命である声を失う呪いが掛けられている…ということになっていたが、それは番組外現実の大いなる意思によるテコ入れであり、最後には呆気無く解けた。第12話では、一旦はドクターZとの和解を「番組が終わってしまうから」と拒否したが「番組は終わらせない」という信夫たちに促され、最終的にはドクターZと和解した。
- 十夜月朱里の名前は元の名前である都築 博世（）のアナグラム（TSUZUKI HIROYO → TOYOZUKI SHURI）。28歳で現在も声優業を続けているかは不明だが、『ズキューーン葵』の主役として抜擢された当時は26歳だったと語られている。
- 演じた内田は、監督からキャラクターのイメージを『新世紀エヴァンゲリオン』の葛城ミサトと赤木リツコの中間と伝えられていた。

シーズン痛
店長兼アキバレンジャーの指揮官的立場は相変わらず。ブルーが不在になっていたため、信夫の服装に興味を示したルナを苗字の「清」に青が含まれているという理由だけでスカウトした。第4痛ではルナの事務所に直接、仕事としてルナのアキバレンジャーへの参加を交渉しに行っているが、ギャラを1日分しか払えていなかった。
声優の十夜月朱里としても現役のようで、第1痛で7月に公開予定の『ズキューーン葵Z』の内容を誰かに喋りたくてウズウズしていた。第4痛での現実世界の改変では、ひみつきちの経営が博世の声優としての収入に依存していたので店舗の内装などが貧相になる現象がおきている。また、第6痛では大御所の田中信夫をひみつきちに呼んでおり、妄想世界でユルキャラジゲンに苦戦するレッドのためにナレーションを読んでもらっている。
第9痛終盤では、前作同様肩口にサソリ型のあざが現われている。第12痛ではあざが額に移動することでエメラルドのクリスタルとなり、チガウヨープロダクションが『非公認巨神プリズムA』への続投キャラとして用意したプリズムAの妹ヒロヨに変化してしまう。その後、プリズムAが倒されることでいつもの博世に戻っている。
最終痛では、こずこずと一緒に信夫たちのことを偲んでいるが、そばに信夫たちがいたことには気付いていない。またひみつきち内には、後沢次男製作のアキバレンジャーのフィギュアが遺影代わりに飾られている。
- 演じた内田は、シーズン痛では『エヴァンゲリオン』のイメージから離れて自分自身に近づけたナチュラルな演技としている。

ハカセ ヒロヨ
外資系映像プロダクション「チガウヨープロダクション」が企画した『非公認巨神プリズムA』に登場するプリズムAの妹であり、「戦隊カフェ・ひみつきち」を改装した「メイド喫茶・妹参謀本部」店長代理。スーパー戦隊からプリズムAに移行する際、局や視聴者を安心させるための続投キャラとして投入された。しかし、兄に尽くそうとする人格や、プリズムAを強化するプリズムパワーなどの能力はプリズムAに合わせたものになっている。

三田 こずこず（）
演：愛川こずえ（DANCEROID）
戦隊カフェ「ひみつきち」に勤めるメイドの一人。他の店員と同じく過去の戦隊シリーズの変身前のコスプレ（主に女性）をしている。来客の際は「任務ご苦労様です」、客が退店する際は「無事のご帰還を」と声をかける。常に店で展示されているグッズの手入れに余念が無いほか、OPではノリノリのダンスを披露しており、客を公認戦隊の主題歌などに合わせてダンスでもてなす。
ひみつきちに突如現れたマルシーナに展示グッズを手にして立ち向かう勇気の持ち主であり、店長不在の際は妄想システムの操作を代行する。第12話にて番組を終わらせたくないゆめりあが新たな伏線を張るため、彼女に「好意を抱いていた」ことを告白した結果、八手三郎によってすぐに両想いのガールズラブであるように改変され、張ろうとした伏線があっさり回収されてしまった。
第3話では閉店後の「ひみつきち」からの去り際の服装がセーラー服だが、これは愛川が動画投稿の際に着用している衣裳であり、三田こずこずとしての仕事を終えた愛川こずえという楽屋落ちになっている。
- 第7話で踊っているダンスは、愛川が振り付けを考案した『ルカルカ★ナイトフィーバー』のものである。同話での立ち回りにも同曲の振り付けが取り入れられており、愛川は監督の田﨑が趣味に走っていたと述べている。

シーズン痛
シーズン1同様、過去の戦隊シリーズの変身前のコスプレをしている。ただし、今回は男性のコスプレのときは完全なコスプレではなく、髪型・スカート・エプロンで女性らしいアレンジを加えている。
第1痛で新商品の「葵たんカレー」を試作していたが、第2痛で信夫を探しに来たたづ子に味のダメ出しをされていた。第10痛では「葵ちゃんカレー」として販売されており、売れ行きも好調らしい。
改変が起きた際にはいち早くMikiqediaで関連項目を調べたり、信夫の一言で解説図をホワイトボードに書き上げるなど機転が利き察しもいい。
最終痛では、そばに信夫たちがいることには気付かずに博世と一緒に信夫たちのことを偲んでいる。

### 公認戦隊
正式に公認されている歴代スーパー戦隊のことで、本作品における歴代スーパー戦隊の存在は、地球を守り続けてきた伝説の戦士「レジェンド」として扱われた『海賊戦隊ゴーカイジャー』とは違って架空の存在で、変身前の役者は本人の役柄で出演する。しかし、アキバレンジャーの戦う妄想世界では公認同様の能力を持った戦士として描かれる。アキバレンジャーからは、「公認様」と呼ばれている。
『特捜戦隊デカレンジャー』から登場
シーズン1
赤座 伴番（）（バン） / デカレッド
演：載寧龍二
妄想世界では演じたバンに映り信夫を励ましている。現実世界でも落ち込む信夫を励ますデカレッドが登場するが、その正体は博世がアルバイトとして雇ったスーツアクターだった。載寧龍二については、#実在の人物も参照。後に妄想力の昂ぶりによって妄想世界にデカレッドの姿で現れアキバレンジャーと共闘、レッドに「スーパー戦隊の大いなる力」ならぬ「大それた力」を託した。
- 現実世界でのデカレッドは、マスクの横に留め金があるアトラクション用のスーツを用いている。

シーズン痛
特捜戦隊デカレンジャー
声：草尾毅、関智一、中川亜紀子
5人が第1痛のステマ乙との最終決戦の場面に登場。

『轟轟戦隊ボウケンジャー』から登場
シーズン1
ボウケンレッド
声：高橋光臣
第3話の妄想世界と第11話の現実世界に登場。酔ったアキバレッドの妄想によってボウケンジャー第27話に登場した開運フォームと呼ばれる姿で登場。その後の戦いでは通常の姿で再登場し、アキバブルーに「大それた力」を託した。大それた力を託す過程で、アキバブルーの胸を触る。
- 開運フォームの衣裳は『ボウケンジャー』当時のものが発見できなかったため、それに似せたものを用いている。

シーズン痛
轟轟戦隊ボウケンジャー
声：草尾毅、関智一、中川亜紀子
5人が第1痛のステマ乙との最終決戦の場面に登場。

『鳥人戦隊ジェットマン』から登場
シーズン1
レッドホーク
第6話の妄想世界に登場。空中から現れ、下北沢ホヤをブリンガーソードで攻撃、その後にまた登場し、一切の言葉を話すことなくアキバレッドに「大それた力」を託した。
- スーツは『ゴーカイジャー』で新造されたもので、羽根の装着方法が『ジェットマン』当時のものとは異なっている。ブリンガーソードも『ジェットマン』当時の柄が長いレッド専用のものではなく、他の4人と共用のものを使用している。

シーズン痛
鳥人戦隊ジェットマン
声：草尾毅、関智一、中川亜紀子
5人が第1痛のステマ乙との最終決戦の場面に登場。

#### 公認戦隊（シーズン痛）
『五星戦隊ダイレンジャー』から登場
キバレンジャー
声：阿部渡
第2痛の終盤と第3痛に登場。第3痛の終盤でチャイナレッド同様、アキバレンジャーの三文芝居によりダイレンジャーとしての記憶を取り戻している。
改変後
キバレンジャーという名前はそのままのものの、視聴率の低迷する夏に向け『五星戦隊アキバレンジャー』の追加戦士に予定されていた戦士の一人とされ、胸のマークがアキバレンジャーのマークになっている。しかし途中で作品が打ち切られ登場できずに終わったため、マルシーナの手下としてアキバレンジャーに戦いを挑んできた。

リュウレンジャー
声：和田圭市
第3痛に登場。アキバレンジャーのダイレンジャー第27話を再現した三文芝居によりチャイナレッドがダイレンジャーとしての記憶を取り戻した姿。キバレンジャーとともにアキバレッドに「大それた力」を託している。
改変後
中華戦隊チャイナマン（五星戦隊ダイレンジャーの企画段階の名称だったとされている）へ改変されている。シーズン痛内では日本中華料理商協同組合のリアルマスコットキャラ（チャイナレッド談）となっている。
- 劇中に登場する企画書は『ダイレンジャー』当時の実物である。

チャイナレッド
声：関智一
ジュラルミンのおかもちを持っている。リュウレンジャーに姿が酷似しているが額に目が描かれており、胸のマークに「中華」と書かれている。アキバレンジャー3人のダイレンジャーの名シーンを演じる努力により、リュウレンジャーに戻っている。

『恐竜戦隊ジュウレンジャー』から登場
ティラノレンジャー、ドラゴンレンジャー
声：関智一（ティラノ）、草尾毅（ドラゴン）
第5痛に登場。信夫と優子の説得と獣奏剣の音色により「パワフルレンジャー」のレッドレンジャーとグリーンレンジャーがジュウレンジャーとしての記憶を取り戻した姿。2人でアキバブルーに「大それた力」を託している。
改変後
第5痛ではパワフルレンジャーへ改変されている。信夫と優子の努力により、それぞれティラノレンジャー・ドラゴンレンジャーに戻っている。
レッドレンジャー、グリーンレンジャー
声：関智一（レッド）、草尾毅（グリーン）
パワフルレンジャー1作目の戦士として登場。ルナの勘違いにより、首とベルトに星条旗の柄がついており、エセ外国人のようなしゃべり方をする。

『忍風戦隊ハリケンジャー』から登場
忍風戦隊ハリケンジャー
声：関智一（レッド）、中川亜紀子（ブルー）、草尾毅（イエロー）
第7痛に登場。ゴウライジャーを元に戻すためアキバレンジャーの応援に駆け付けた。途中ハリケンレッドがアキバイエローにシュリケンジャーのマークを付けられ、宇宙統一忍者流であるシュリケンジャーの技（秘打・千本ノック）を使おうとしたが失敗に終わった。記憶をとり戻したゴウライジャーとともにアキバレッドに「大それた力」を託している。

電光石火ゴウライジャー
声：関智一（カブト）、草尾毅（クワガ）
第7痛に登場。がれきに埋まったアキバレッドを助け出そうとしているブルーとイエローを見たジャカンレッドとジャカンブルーが、原典での自分たちの境遇を思い出し記憶を取り戻した姿。ハリケンジャーとともにアキバレッドに「大それた力」を託している。
改変後
「忍虫戦隊ジャカンジャー」というツー将軍の妄想していた理想の悪の戦隊へ改変されている。
- 悪の戦隊として登場するという設定は、公認様がマルシーナ配下になっているという初期案を踏襲したものである。

ジャカンレッド・カブトライジャー、ジャカンブルー・クワガライジャー
声：関智一（カブト）、草尾毅（クワガ）
胸のマークがジャカンジャのマークになっている。ハリケンジャーと3対3で対決させるためツー将軍が製作したテントウムシがモチーフの黄色いゴウライジャー・テントライジャーを加え3人戦隊となっている。#新次元頭脳改造地下真帝国バロスwも参照。

アカレッド
第12痛で、幼年誌の特集記事中に登場。ティラノレンジャー兄さん・リュウレンジャー兄さん・ハリケンレッド兄さんと共に、アカレッド兄さんとしてヒロヨと握手している特写が掲載されていた。

イエローフォー、タイムファイヤー、アバレキラー
声：中川亜紀子（イエローフォー）
最終痛に登場。それぞれ『超電子バイオマン』『未来戦隊タイムレンジャー』『爆竜戦隊アバレンジャー』のキャラクター。死んでしまった信夫たちを迎えに現れる。彼らの共通点は劇中で死亡している戦隊メンバーである。

### 邪団法人ステマ乙
秋葉原の堕落したオタク文化を信奉する人々を否定し、粛清する悪の組織。その目的は、秋葉原の文化を作り替えて自分たちの理想的なアニメ文化を崇め奉る土地とすること。「ステマ」はステルスマーケティングの略。潜入場所（＝3人が妄想に突入した場所）によって出現する係長のキャラや特徴が異なり、同じような外見のものが複数所属している場合もある。
第11話にてテコ入れのため、ドクターZによってデリュージョン帝国に組織改編されるが、第12話で崩壊した。番宣CMのナレーションでは「ステマン乙」と読まれている。
シーズン1（痛）の最終決戦で壊滅したことが第1痛で語られており、第10痛でマルシーナが復活させている。
- デリュージョン帝国での本拠地のセットはスタジオの中庭に作られており、実際には屋根がない[20]。

ドクターZ（） / 都築 丈博（）
演：矢尾一樹
第8話より登場。当初は浮浪者の風貌をした謎の男としてマルシーナに協力していたが、その正体は邪団法人ステマ乙の代表取締役社長。左目と左腕が機械化されている。配下の係長たちを用済みと思えば即座にリストラする、冷酷な人物。自らを父と慕うマルシーナへの態度も冷たい。
博世の実父でもあり、かつてはロボット工学の研究者として将来を嘱望される存在だったが、マンガやアニメに熱中するあまり学会から脱落し、アニメーターに転進する。妻と離婚し、『にじよめ学園ズキューーン葵』の初期のキャラデザインに関わっていたが、スタッフと対立したことでアニメ界からも脱落し、博世の養育費を稼ごうと仕方なく科学者に戻る。その後は渡米し、別の女性との間にタクマを儲けるが、研究の際に「モエシニスキー粒子」と妄想世界の存在に気づき、タクマの母とも離別する。妄想世界との壁を破壊し、自分の理想と離れた『ズキューーン葵』を信奉する秋葉原を破壊しようと、主役の声を担当していた当時の博世に呪いをかけたMMZ-01を送る。途中で侵略目的を「世界の破壊」に切り替えるが、マルシーナに何度も説得されてはそのたびにステマ乙の設立理念を思い出す。しかし、番組を終わらせようとする八手三郎に何度も操られ、アキバレンジャーを倒すためにブーメランタイタンを繰り出す。
その後はブーメランタイタンの崩壊に巻き込まれそうになるも、アキバレッドに助けられる。それをきっかけに心を入れ替えたのか、あるいは八手によるハッピーエンドフラグなのか、最後はひみつきちを訪れて博世に今までのことを詫び、ようやく和解した。
- 博世が父について言及した第7話の時点では脚本を担当した荒川稔久は具体的な内容を考えておらず、第8話・第9話の脚本を担当した香村純子が設定を膨らませていった。
- デザインを担当したさとうけいいちは、「昭和的なサイボーグ博士」という要望をもとに『電人ザボーガー』の悪之宮博士を想起し、当時のメイクが大変であったと伝え聞いていたことからメカ部分と一体化したカツラを提案した。また、髪型は『スーパーロボット マッハバロン』のララーシュタイン博士の逆をイメージしている。
- 回想シーンでは矢尾が地毛で演じる予定であったが、矢尾の髪の色が白かったためにドクターZのイメージと変わらず、カツラを被って演じている。
- 東映プロデューサーの日笠淳は、シーズン痛でも過去が改変されたドクターZを登場させることも可能であったが、説明役以外に物語上の役割は持ち得なかっただろうと述べている。

マルシーナ
演：穂花
セクシーな容姿の邪団法人ステマ乙の再開発部長。信夫にとっては「理想の幹部」。積極的に戦うことは少ないが、武闘家のブルーの攻撃をすべて捌き切るなど高い戦闘力を持つ。武器は麻酔ガスも発射可能なマルシーナ光線銃。妄想世界では姿を自由に変えることもでき、声まねも得意。また、係長にも私的感情で接するわがままな面があり、扱いは個々でかなり異なる。しかし、第10話にてそれなりに上司としての責任感を持っていた姿を見せる。コスチュームの露出度が高いために寒いのが苦手な様子だが、悪の幹部らしく常人離れした耐久力を持ち、第11話で米兵によるマシンガンの銃撃を受けてもかすり傷程度で済んでいる。
当初は妄想世界の住人だったが、第6話ラスト以降は現実世界に出現する。博世によると、その姿は都築丈博がデザインし、最終的にボツとなった『にじよめ学園ズキューーン葵』の初期のデザインにおける悪役幹部のものに酷似している。
自分をデザインしたドクターZを「お父様」と呼んで慕っており、八手三郎に操られて理想を失ったドクターZを何度も説得している。第11話にて赤木とともにこの世界の異変に気付き、デリュージョン帝国を元のステマ乙に戻すためにデリューナイトの暗殺とドクターZへの最後の説得を試みる。第12話では『非公認戦隊アキバレンジャー』を終了させないためにステマ乙のボスとして復帰し、アキバレンジャーと「最低でも6か月は戦い続ける」ことを約束。再びヌルい敵味方関係に分かれる。
- 名前は著作権マークに由来する。
- デザインを担当したさとうけいいちは衣裳合わせにも参加し、サングラスの角度や下半身のジャケットの形状などに細かい指示を出している。また、グローブの上につけ爪があるデザインは、さとうが監督を務めたアニメ『TIGER & BUNNY』のブルーローズと共通しており、客層の重複を意識している。カツラやカラーコンタクトの配色は演じた穂花が選定した。
- 演じた穂花は、監督からキャラクターイメージを『星獣戦隊ギンガマン』のシェリンダと『忍風戦隊ハリケンジャー』のウエンディーヌの中間と伝えられていた。

シーズン痛
元・ステマ乙の再開発部長。シーズン1（痛）の最終決戦で暗黒ステマ城ロボとともに死んだと思われていたが、第3痛にてバロスwの「女幹部」という役職で復活し、アキバレンジャーの前に現れている。ツー将軍の趣味でヘドリアン女王のように北極の氷の下から復活したという設定にされているが、実際はそうではないらしい。一応はツー将軍の指示に従っているが忠誠心はないらしく、ツー将軍のことを「おっさん」と呼んだり、怪人の転送を急かしたりするなど、彼への態度は言葉遣いも含めて非常にぞんざいで、第5痛ではツー将軍から女将軍ゼノビアに例えられている。第4痛より信夫の言葉をヒントにしてモヤモヤズキューーンを使って邪妄想することで、バトルVer.に変身可能となる。
バトルVer.ではモヤモヤズキューーンや格闘で戦い、必殺技のモヤブラスターを使うが、劣勢になると怪人にその場を任せてあっさり退却することも多い。
第8痛ではツー将軍によってバトルVer.のまま生きたフィギュアにされてしまった。
第9痛では呪縛転生の魔法によってツー将軍の操り人形となっていたが、その効果は不完全なもので、ツー将軍のハンドマイクで命令されたときだけ操られてしまうというものだった。そのため、第10痛ではスーパー戦隊シリーズの知識をツー将軍から奪い取ろうと、常時愛人かつ操り人形になっているふりをして彼を誘惑し、亀有アルパカを作らせた。そしてアキバレンジャーとの戦闘中、洗脳のキーとなるハンドマイクを亀有アルパカに破壊させた後に本性を現すと、ツー将軍からすべての知識を奪い取り、彼を始末した。また、亀有アルパカに仕込んでいた「闇の扉の鍵」をアキバレンジャーに破壊させることで闇の扉を開け、デリューナイトを蘇らせることにも成功した。
第11痛では本作品が八手三郎によって改変されていることを指摘し、前作の記憶を取り戻したアキバレンジャー（レッドとイエローのみ）に対してともに八手三郎に抗うことを提案する（ただし、いずれ自分がアキバレンジャーを倒すことを前提としている）が、言いなりになることはアキバレンジャーに拒否されている。また、この時は番組外現実に出向いて八手三郎に直接干渉していることも告白した。
第12痛では、八手三郎がスーパー戦隊シリーズの終了を契約してしまったため、突然現れたプリズムAに撃破されてしまう。しかし、命からがら逃げ帰り、八手三郎と共に「非公認戦隊アキバレンジャー」の世界を元に戻すため、アキバレンジャーに協力する。
なお、マルシーナだけが最初から記憶を失っていないうえ、番組外世界に出向けた具体的な理由については、まったく明かされていない。
- バトルVer.のアイデアはシーズン1から存在していたが、演じる穂花が想定よりも動けたため未登場に終わっていた。シーズン痛でバトルモードが導入されたものの、カメラサイズによっては別人であることがわかってしまうため、激しいアクションを除きバトルモードも穂花が演じている。
- バトルVer.のデザインは、映画『ダークナイト ライジング』に登場するキャットウーマンのような全身スーツも検討されたが、変身前同様の露出の多いものとなった。マスクは『超忍者隊イナズマ!』と同様、口元にレザーを用いている。マスクはアップ用とアクション用が存在する。

デリューナイト
声：平田広明
第10話より登場。妄想世界と現実世界の壁が破壊されたことで送り込まれた、邪団法人ステマ乙の専務取締役。通常攻撃（仮）をものともせず、ダイソレタキャノンファイヤーを弾き返すなど、これまでの係長を凌駕する戦闘力と、日本政府の100倍の危機管理能力を持つ。剣技を得意とし、剣から三日月型の衝撃波を飛ばすデリュージョンミラージュという必殺技を持つ。ドクターZに心酔しており、彼の言うことは絶対に信じる狂信者でもある。非常に用心深い一面も持ち合わせており、自分を暗殺しようとしたマルシーナの行動を見抜いて返り討ちにしているが、彼女が銃に細工を施していたために裏をかかれる結果になった。また、ツッコミを入れながらも変身後の名乗りを待つなど、お約束を守る律義な面も持ち合わせている。
甲冑のような無機質な姿が特徴で、信夫曰くカッコよさは『超電子バイオマン』のバイオハンター・シルバ並。
第11話において、2代目のアキバレッドとなったタクマが宿命のライバルであることを明かし、それを理由に帰還する彼を引き留めようともした。しかし、タクマが帰国してしまったため、以降は初代アキバレッドである赤木の撃破に執念を燃やすことになる。番組を終わらせたい八手三郎により、「首領を裏切り敵組織のトップに立つ」「冥土の土産に秘密を教える」「巨大ロボに乗り街を破壊する」「故郷に帰ったら結婚すると宣言」など、ありがちな死亡フラグを連発し、アキバレッドと最後の決闘を行おうとしたところで、自我を取り戻したドクターZに撃たれて機能停止した…と思いきや、ここで八手三郎のストーリー改変が入り、銃撃は峰打ちだったことにされ、巨大ロボ・ブーメランタイタンに搭乗する。50mの大きさになったイタッシャーロボと対峙するも、最終的にはブーメランタイタンにアキバイエローの投げた空き缶が直撃したことでバランスを崩し、ブーメランタイタン自身の放ったブーメランを機体に受け、機体もろとも爆死した。
- デザインは、シルバのように無機質なイメージという要望をもとに、モチーフなしでフィギュア的なメカニカルさを意識している。顔面のデザインは三つ又の剣をかたどっていたが、造型では異なる形状となっている。

シーズン痛
シーズン1（痛）の途中から登場したステマ乙の幹部。倒された怪人を復活させるなどの作戦でアキバレンジャーを苦しめたが、最終決戦で5倍ダイソレタキャノンによる5倍ダイソレタキャノンファイヤーを受けて倒された。
マルシーナの策略により、亀有アルパカの死を経て第10痛でさらなる力を得てマルシーナのしもべとして復活した。マルシーナの力により、妄想世界が敗北フラグ=勝利フラグの逆フラグ世界に置き換わっていたため、前作同様に死亡フラグを連発させるも（今回は自発的ではなく、マルシーナから渡された死亡フラグのメモを読み上げていた）、ダイソレテルキャノンバズーカを凌いで反撃する。戦意喪失したレッドに代わって再び立ち上がったイエローとブルーを圧倒するも、逆フラグ世界の仕組みに気付いて途中参戦し、敗北フラグセリフを連発する超アキバレッドによって一撃で倒され、自身のあっけなさを受け入れられないまま戦死（機能停止）した。
読み上げたメモの中で登場した妻と子の名前はそれぞれデリュエとデリュタロウ（シグナルマンの妻子の名と同じ）である。
復活したデリューナイトは色が銀色から黒に変わり、新たにハンドガンを武器として装備している。
- 復活後のデザインはマスクが改修されており、さとうが本来意図したものとなっている。

係長（）
公認のスーパー戦隊における、毎回の登場怪人に相当するステマ乙の作戦担当指揮官。名前は秋葉原以外の東京の地名を冠した、モチーフとなる動物となっている。名前が非常に長い場合があり、上司であるマルシーナが面倒臭がって略したり、名乗りを一蹴されたりする時がある。同一モチーフの怪人が複数回に登場する場合もある。戦闘こそ行うが、モチーフとなった動物の特殊能力を活かす場面はあまりなく、本分はあくまでもそれぞれの事業内容であり、業績次第では課長職以上への出世もあるらしい。給料制らしい。また、公認のスーパー戦隊における怪人とは異なり、倒されても巨大化しない。
マルシーナによると第10話時点で40人近い係長が残っていたとされるが、八手三郎のテコ入れによってドクターZから全員リストラの命令が下される。
- 地名は秋葉原の戦隊であることを強調するための逆算としてつけられた。動物名は公認側で用いられていないものから選ばれている。また、名前自体が出オチとなっており、怪人の能力や作戦には直結していないものが多い。

モウソボーグ
デリュージョン帝国として新生したステマ乙が、係長の代わりに送り込む怪人。歴代係長より遥かに戦闘に特化しているが、作中ではドリルサイクロプスしか登場しない。
シャチーク
邪団法人ステマ乙の平社員で戦闘員。「ノルマ！」や「ザンギョウ！」などと叫びながら戦う。共通の仮面を被ってはいるが、コスチュームは各話ごとに異なる。
デリュージョン帝国では軍服姿となり、掛け声も「グッジョーブ」に変化した。
- デザイン画は全身タイツ風のものとなっていたが、この姿での登場は第7話のみであった。さとうはこのデザインについて、フィギュア化やアパレル化も意識したほか、自身が手がけた『忍風戦隊ハリケンジャー』のマゲラッパや『爆竜戦隊アバレンジャー』のバーミア兵と同様に弱さを表現したことを述べている。デザイン画ではアタッシュケースから変形する斧が武器として存在していたが、採用には至らなかった。
- マスクは4体分のみで、それ以上登場する場面では合成やカット割りで多く見せている。アクション監督の大橋明は、人数では苦労したが、衣裳にサポーターを多く入れられる点は優れていると評している。

シーズン痛
声：穴井勇輝、小峰一己
第10痛からオネェダーに代わって再登場している。

ブーメランタイタン
第12話でドクターZが繰り出してきたデリュージョン帝国の巨大ロボット。黄金色のボディと背中に装備された巨大ブーメランが特徴で、下半身を円錐状に変形させて飛行形態に移行できる。ブーメランを投げ放ってビルを切り裂き、秋葉原の街を次々に破壊していくが、アキバイエローの投げた空き缶が引き金となって体勢を崩したところに自身の放っていた複数のブーメランの直撃を全身に浴び、最後はそのうちの1つに頸部を切断されて操縦者のデリューナイトもろとも爆散した。

### 新次元頭脳改造地下真帝国バロスw
マルシーナについては、#邪団法人ステマ乙を参照。
ツー将軍 / 後沢 次男（）
演：堀川りょう
作品内「現実」上の人物で、科学戦隊ダイナマンの敵であるジャシンカ帝国のカー将軍に憧れ、「現実」なのにメイクや将軍コスプレをして秋葉原を中心に日々の生活を送っている人物。名前もツー将軍と自称している。職業は歯科技工士で、怪人フィギュアの自主制作が得意。基本的に信夫と同類の戦隊オタクだが、見た目で分かる通り嗜好が悪の組織などの悪役や怪人に偏っている。
第2痛では、カラオケボックスにて電子戦隊デンジマンで1度だけ使用された挿入歌「銀河ハニー」を歌っていたが、そこでお互いの正体を知らずに信夫たちと対面していた。作った怪人を「ちゃま」付け（「モンガーちゃま」など）で呼ぶほどの溺愛ぶりで、怪人フィギュアの制作に余念がなく、出来具合には妥協を許さない。
普段は自作のフィギュアや戦隊の悪役グッズを飾った部屋におり、妄想世界での戦いはモヤモヤズキューーンを通しての音声（爆発音など）のみでしか把握できていないため、結果は現場にいるマルシーナに聞かないとわからないうえ、マルシーナのアバウトな報告で勘違いをしたこともある。妄想世界が現実に影響を及ぼすことは当初気付いていなかったが、永川蝶子がオネェダーの顔に変わりユルキャラジゲンが倒されると元に戻ったことで気付くこととなった。妄想世界が現実に影響を及ぼすことに気付いたことで「諦めかけていた夢」である「悪の戦隊でスーパー戦隊を倒す」ことを叶えるため、第6痛の最後では塗装前のテントライジャーのフィギュアを箱から出し、本格的な仕上げを行う。第7痛でアキバレンジャーの正体と妄想世界への行き方を知り、実際に妄想世界へと現れたが自身が戦おうとした瞬間に、荷物を届けにきたたづ子によって現実世界に引き戻されてしまっている。
スパチュラソードを武器に持つが、使用頻度は低い。
その正体はマルシーナに「シーズン痛」を企画させられた八手がマルシーナの予定外のところで生み出したキャラクター。
第8痛では、あまりにも命令を聞かないマルシーナに代えてムトウムシテを幹部とするために、マルシーナをアクリル板で囲み生きたフィギュアにしてしまった。
第9痛では、妄想送によりアキバレンジャーの3人を自分の理想の妄想世界に引きずり込んでいる。
第10痛終盤では、妄想世界でのマルシーナの裏切りによりスーパー戦隊の知識を吸い取られたため、現実世界ではツー将軍から単なる歯科技工士の後沢次男に戻っている。このときの後沢はツー将軍のときから一転し、かなり温厚な人物に性格が変わっていた。
第12痛では、入院中の八手三郎がツー将軍の姿の彼の脳髄を使ってプリズムAが誕生した経緯を語っている。その後はウーザフォンを現実世界で使えるように妄想送するなどプリズムA撃退のために尽力している。最終痛では、後沢次男としてアキバレンジャーのフィギュアをひみつきちに寄贈している。
- キャラクターコンセプトは「悪側の赤木信夫」であり、公認側の敵キャラクターを取り上げることを意図したものである。自ら怪人を造形するという設定は、シーズン1で登場が検討されていた係長を作る造型職人の設定から転用された。
- 名前は「痛将軍」を意味しており、そこから「ツーといえばカー」からの連想でカー将軍のリスペクトキャラとなった。

怪人
作中の現実世界にいるツー将軍により妄想世界に送り込まれた怪人。素体はツー将軍に作られたフィギュアで、妄想送で妄想世界に送り込まれると怪人化する。ツー将軍個人の意見としては「オリジナルを超えている」らしい。前作と違い、公認戦隊で登場した敵組織の怪人をイメージした名前や姿で、ツー将軍によって作られている。
なお、怪人は前作同様倒されても巨大化はしないため、ロボ戦にはならない。
また、一部を除く怪人は現実世界で暗躍する際は人間の姿へ変装している。
- ツー将軍が造形する各怪人のフィギュアは、スーツを3Dスキャンして作成している。

オネェダー
声：穴井勇輝、竹内裕美
戦闘員。相手にしなだれかかるような気持ちの悪い動きで戦う。「Oh!」という字をかたどった鎌が武器。戦闘能力は高くは無いが常に集団で行動する。第6通でのツー将軍のセリフから、オネェダーの原型もツー将軍が製作したことがうかがえる。
- ボディの模様はM字開脚を象っている。シャチークと同様にベルトはなく、後頭部にジッパー状のパーツが存在する。マスクは顔面の凹凸がなく、塗装で顔を描いている。

### その他
本位田 さやか（）
演：森田美位子
ナインワット出版に勤務するOLで信夫が密かに想いを寄せている。礼儀正しくおっとりとした性格の持ち主で、彼氏はいない模様（第3話）。信夫のことは当初名前も知らず、社名で「ポンポコさん」としか呼んでいなかった。しかし、彼を痛い奴と嫌悪していた様子は全くなく、第10話で信夫に助けてもらったことを契機に、わざわざ佐々木ポンポコデリバリーで信夫の連絡先を聞いてお礼の電話をしていた。信夫からは本人の前では「本位田さん」、妄想など本人が居ない時には「さやかさん」と呼ばれている。
終盤には伯父の経営する会社に転職すべく信夫と共にバージニア州に渡米することになっていたが、テコ入れ失敗に伴い帰国。その際にデリューナイトやブーメランタイタンの攻撃に巻き込まれていた。
山田 雅子（）
演：松本梨香
第5話で登場した萌黄ゆめりあ（山田優子）の母親。CN・ミヤビの名で知られた有名なコスプレイヤー。ノリのいい性格の持ち主で、初めて会った二人にも非常にフランクに接していた。また、ゆめりあのオタク趣味は母親譲り。ゆめりあの代わりに「魅惑の熟女レイヤー」アキバイエローに変身している。かつてはミスアメリカのコスプレをしていたことがあるらしく、アクションはそれを意識したものが見られる。
実は5年前に交通事故で亡くなっており、ゆめりあの妄想と信夫たちの公認に存在する親上京エピソードなどの妄想が合わさったことで、妄想世界の住人として現れた。
- 『ポケットモンスター』を意識したセリフは演じる松本のアドリブである。

たづ子
演：植田ゆう希
佐々木ポンポコデリバリーの社員で信夫の上司。
信夫の妄想癖とオタクぶりとそれゆえの仕事サボりに頭を痛めている。ゆえに信夫が問題を起こす度に激しく叱責し、クリップ板で殴るといったパワーハラスメントも厭わない。第12話ではブーメランタイタンの攻撃に巻き込まれ、他の被害者同様にアキバレンジャーに呼びかけた。
シーズン痛
本作でも信夫へのパワハラは健在でプロレス技を仕掛けるようにもなる。
第2話で信夫を探しに戦隊カフェひみつきちへ来た際には試作品の葵たんカレーにダメ出しをするもこのおかげで葵たんカレーは第10痛で改良型の葵ちゃんカレーとなることが出来た。
第7痛ではツー将軍のところに荷物を配達しに行った際、妄想世界に行っていたツー将軍を小突いて、現実世界へ呼び戻し、結果的に信夫たちアキバレンジャーを救っている。ちなみにツー将軍も信夫同様の妄想ぶりとオタクぶりだったことからウザがっている様子を見せた。

都築 タクマ（）/ 新アキバレッド
演：高木心平
第10話より登場。一人称は「俺」。ステマ乙と都築丈博を捜査しているインターポールの特命刑事で、博世の腹違いの弟（異母姉弟）。トラックに轢かれそうになった子犬を爽やかに助ける形で初めて現れ、「戦隊カフェひみつきち」に2度目に登場した際にはトランペットを吹いて現れた。爽やかに加えて気障であるが、嫌味がなく女性陣には好感度が高い。こずこずは彼が深見レツ（演：高木万平）にそっくりだと言うものの、信夫にはそのようには見えなかった。
ペンタゴンにスカウトされた信夫に代わり新アキバレッドになり、デリューナイトにライバルとして特別視されるが、それは番組外現実によるテコ入れの一環であり、赤木がそのことに気づいたためテコ入れが中断され、早々にインターポールに呼び戻される。

宇佐木 美緒（）
演：長野じゅりあ
第12話に登場。美月の女子総合格闘技大会でのライバル。番組を終わらせたくない美月が「3ヶ月後の格闘大会で決着を付ける」と宣言し、番組の終わりを長引かせようとした。しかし突然ひみつきちを訪れ、自転車でコケて骨折したので格闘技を辞めると宣言して彼女の前から去って行った。

八手 三郎（）
『非公認戦隊アキバレンジャー』およびスーパー戦隊シリーズの原作としてクレジットされている人物。
本作品では番組外現実に実在する人物として扱われ、多くの公認戦隊にクレジットされているので信夫の憧れとなっている。
ただし、中盤で行ったあからさまなテコ入れに無理があったため、信夫たちが番組外現実の存在に気付くきっかけとなっている。
信夫たちが番組外現実の存在に気づいてしまったため、登場人物を操ったり信夫たちが時間稼ぎのために張ろうとした伏線をすぐに回収したりと、かなり強引な手段で番組を終了させようとしていたが、最終的には自身の手でカメラをふさぐことにより強制的に終了させている。第13話では変身能力を失った信夫・美月・ゆめりあと博世宛てに、彼らの過去の活躍を記録した総集編DVDを送りつけ「第2シーズンをやりたいなら何が悪かったのか反省しなさい」との手紙を添えていた。このため一時は信夫だけが悪者にされかかったが、その信夫を選んだのは原作者であるため、最終的に番組キャラクターに責任転嫁する姿勢を信夫に非難され、全員から「反省すべき行為（＝イタい行為）をするようなキャラクターを選んだ原作者が悪い」と批判された。
- 監督の田﨑は、オタク戦隊が最終的に戦う相手として何がふさわしいか検討していった結果、知識がありすぎるオタクは自身の世界が番組だと気づくのではないかと発想し、登場人物対原作者という図式とした。
- オープニングで「非公認」の判を押す手は、東映テレビプロダクション部長の小嶋雄嗣である。

シーズン痛
番組外現実に実在する人物で前作を終了させた張本人。
本作品では第7痛の終盤から登場しているが、何らかの循環器系の病気で東映附属病院に入院しており、その容姿は明らかになっていない。寝たきりではあるが身体は動かせるらしく、リモコンでテレビのスイッチを入れて轟轟戦隊ボウケンジャーを視聴していた。マルシーナが変装した丸品（まるしな）という看護師が担当しており、彼女の策略で本作品（シーズン痛）をスタートさせられている。
第10痛でツー将軍がマルシーナに倒されたころに様態が急変したが、第12痛で何とか持ち直す。ちょうどこのころ、「チガウヨープロダクション」の女スパイによるハニートラップに引っかかり、スーパー戦隊シリーズの終了と、空いた番組枠をチガウヨープロダクションに明け渡す契約を結んでしまった。これによってプリズムAが現れ、アキバレンジャーの世界自体が存亡の危機に陥るが、すぐに自らの行いを恥じて、プリズムAを倒す機会を作るため「非公認巨神プリズムA VS アキバレンジャー」の企画を実行に移す。その後は無事に退院した模様。
- 監督の田﨑は、感動的に終わらせたいという日笠の意向を受けて、アキバレンジャーとかつての強敵である八手三郎が手を組み、さらなる強敵と戦う『少年ジャンプ』的な展開となったことを証言している。初期案では「真の八手三郎」の登場や八手三郎の代替わりなどの展開も検討されていた。
- オープニングで「非公認」の判を押す手は、当初は本作品プロデューサーの日笠淳が予定されていたが都合がつかず、偶然通りかかった東映専務で初期スーパー戦隊シリーズのプロデューサーを務めた鈴木武幸が演じた。

#### その他（シーズン痛）
横山 靖子（）
演：堀江美都子
優子の姑。優子の趣味のことは見て見ぬふりをしていたが、変身中の動きにジャスミンキャプたん3の動きを見たことで、優子を横山家にふさわしいオタクであると認めた。実は元オタク（アニメマニア）で忍者キャプたんの主題歌などを歌う伝説のアニメ歌手・堀美 江都子（）であった。優子が本人に聞いたところによると900曲も歌っていたらしい。
- 本名は、脚本家の小林靖子に由来する。

舞浜 亜希奈（）
演：桑江咲菜
アイドル志望の16歳。オーディションに勝つためであれば、女王のよくばり踊りなどの「イタイこと」でも手段と割り切って勉強や努力をし、実際に実行できる人物。ルナをよきライバルと認識しており、時折絡んで来る。ツー将軍には「我がキメラ」と呼ばれ可愛がられており、自身もツー将軍を「後沢先生」と呼び慕っている。
ゆる さなえ
声：中川亜紀子
秋葉原で「好き嫌いをなくそう」というチラシを配っているゆるキャラ。顔が段ボール箱に萌えキャラの絵を描いたものであるため、偶然その場にいたツー将軍に「製作者のキャラに対する愛がない」と掴み掛られるが、中の人が武芸の達人であったため返り討ちにしている。この出来事が元になり、ツー将軍は彼女をリアルな萌えキャラ顔にしたユルキャラジゲンを製作している。
永川 蝶子（）
演：若木萌
秋葉原で人気のアイドル。愛称は「ちょこたん」。第6通では、ルナが4人目のアキバレンジャー（追加戦士・アキバピンク）に相応しいと勝手に考えていたため、妄想世界の中に特撮ヒーロー風のコスプレをしたチョッコターンとして現れ、ヌンチャクを武器にユルキャラジゲンを追い詰めた。また、妄想世界での出来事の影響で一時的に現実世界の彼女の顔がオネェダーの顔になっていたが、超アキバレッドがユルキャラジゲンを倒したことで元に戻っている。サナダムシは平気だがオクラは嫌い。
- モデルとなったのはタレントの中川翔子で、彼女の言動などがほぼそのまま反映されている。

プリズムA（）
声：古谷徹
スーパー戦隊に続いて登場した『非公認巨神プリズムA』の主人公。キャッチフレーズは「空翔る、正義のたてがみ」、「地球の人々の祈りを受け遠い星雲からやってきた」。登場シーンで右手を大きく回しながら顔の横で親指を立てるという独特なポーズを取った。
巨大ヒーローでスーパー戦隊の面々を兄さんと呼ぶ。妹・ヒロヨからのプリズムパワーを受け、腕を逆L字に組んだ光線技であるプリズム光線を含む圧倒的な戦力でマルシーナを撃退する。
『非公認巨神プリズムA』は、東映ではなくチガウヨープロダクションによって制作された新番組で、その女スパイが八手に仕掛けたハニートラップにより、日曜朝7時30分の放送枠を譲る契約をしてしまったために誕生してしまった。
第12痛終盤ではVSシリーズの企画として呼び出されアキバレンジャーと協力しあうものと思ってやって来たが、イエローににわか呼ばわりされた上にレッドから「VSだから戦うんだ」と言われ、3人に股間を通常攻撃（仮）で攻撃されてしまう。その後はヒロヨのプリズムパワーを受けて優位に戦うも、巨大化した超アキバレッドにより「敗者の立ち位置」である左側に立ち位置を入れ替えられ、最終的に巨大ゴールデンムニュスラッシュを受けて倒された。
- 監督の田﨑は、東映ヒーローではやらない非東映ヒーローの要素を検討した結果、巨大化し光線技で戦う神様扱いのヒーローとなったが、ウルトラシリーズだけではなく様々な要素が入っていると述べている。
- デザインは東宝系ヒーロー風にまとめられており、髪の毛は『行け!ゴッドマン』や『メガロマン』、目のラインは『行け!グリーンマン』、顔の複雑なラインは『スペクトルマン』、プロテクターや全体の色合いは『突撃! ヒューマン!!』をそれぞれ意識している。

### 実在の人物
塚田P（塚田英明）以外は、「本人が本人を演じる」いわゆる本人役と呼ばれるメタフィクションなものとなっている。
載寧 龍二（）
演：載寧龍二
第2話に登場。『パワーレンジャー・S.P.D.』のイベントのため秋葉原を訪れていた。#公認戦隊も参照。
新堀 和男（）
演：新堀和男
第6話に登場。かつてスーパー戦隊シリーズにおいて、レッドホーク以前の歴代レッドを数多く演じたスーツアクター。
本作品では東映東京撮影所内で若い俳優たちに殺陣の稽古を付けている。同所の所長宛の荷物を届けに行く信夫に連れてこられた美月がその立ち回りに感動し、半ば強引に稽古を付けてもらった。美月の自己紹介に対して、次のスーパー戦隊のブルーに入るスーツアクターと勘違いしていた。
塚田P（）
声：高戸靖広
第8話、第9話に声のみ登場。東映プロデューサー。戦隊カフェひみつきちへ取材の申し込みの電話をかけるが、実際はマルシーナの声真似であり、声真似をする際には似顔絵のぬいぐるみを持っている。

#### 実在の人物（シーズン痛）
山形 ユキオ（） & MoJo
演：山形ユキオ & MoJo
第3痛でキバレンジャーの「吼新星・乱れやまびこ」で登場。それぞれ「ガオレンジャー吼えろ!!」と「バトルフィーバーJ」を歌った。
田中 信夫（）
演：田中信夫
博世がひみつきちに招いた、歴代戦隊のナレーションをしていたこともある大御所ナレーター。第6痛ではひみつきち内で、博世が書いたと思われる原稿を「電撃戦隊チェンジマン」のオープニング曲のインストゥルメンタルをBGMとして読み上げ、少額ギャラの入った封筒を受け取り帰って行った。
岡本 美登（）
演：岡本美登
数々の戦隊の敵組織でのライバルキャラを演じてきたベテランスーツアクター。ツー将軍のワゴン車から降りてきたという目撃証言から、信夫たちにツー将軍の正体と間違われるが、実際にはツー将軍から、ムトウムシテにインプットする動きのモーションキャプチャー（岡本は「妄想キャプたん」と言っていた）を依頼されただけだった。優子が「岡本さん」と聞いて「次郎さん（同じくスーツアクターの岡元次郎）?」と間違えた際には芸人顔負けのコケ方をしていた。
悪のキャラクターとして倒れ、ヒーローをより輝かせることが自分の使命であるという「散る美学」を信念として持っている。そのため、ムトウムシテが悪役らしからぬ活躍を見せていると聞き、それを食い止めるためにアキバレンジャーに打倒ムトウムシテの使命を託し激励する。戦いの後、ツー将軍から受け取った名刺を「何かの役に立てば」と信夫に手渡したことで、信夫たちがツー将軍のアジトの場所を突き止める切っ掛けとなった。
高岩さん（）
演：高岩成二
岡本の後輩で、数々の戦隊ヒーローなどを演じてきたベテランスーツアクター。痛々しい言動の信夫たちをいぶかしむが、岡本に「俺たちはああいう人たちの思いに支えられているんだ」と諭された。
桃井 はるこ（）
演：桃井はるこ
第10痛で、ひみつきちの客として登場。彼女の周りではひみつきちの評判は上々らしい。意識だけが妄想世界に残ったままの布にかけられたツー将軍を「新しい恐竜の何か」と勘違いして捲ろうとした。

### その他のゲスト

#### その他のゲスト（シーズン1）
- 小津芳香の衣装の店員：佐藤栞菜(1)
- ひったくりの被害に遭った女性：あべなぎさ(1)
- 冥土インばぁんぱいあ店員：戸井智恵美、椎名歩美(1)
- 葵オタクの男性：仲村信幸、高木正晃(2)
- マルシーナ人間体：池田愛(2)、中條サエ子(5)
- ニュースキャスター：大竹周作、高橋麻理(2)
- 加藤（信夫のオタク仲間）：与那嶺圭太(3)
- 中山弘樹：市原朋彦(3)
- さらわれたメイド：福永理未(3)
- ホスト風の男：小柳心(3,5)、美月凛音(5)
- さやかの同僚：高橋慶子(3)
- 野乃七海の衣装の店員：みか(3)
- カフェの客：ショッカーO野、金子吉延〈共にノンクレジット〉[61][62](3)、さとうけいいち〈ノンクレジット〉[25](7)、
- 変態風の男：石塚義之(4、シーズン痛1)
- 東ヤツデ：史都玲沙(4)
- ホストクラブ「ROMANCE」の客：笠木泉(5)
- カフェの店員：いとくとら（DANCEROID）[63][19](6,7)
- 下北沢ホヤ人間体：北出寛(6)
- 札幌から来たオタク：小出侑門(6)
- 鹿児島から来たオタク：西之園央(6)
- 小学生：坂本大河、佐藤大翔、木下勇翔(6)、藤野大輝(9)
- 東映の警備員：関智一(8)
- アニメ工房「とらいあんぐる」の職員：篠宮暁（オジンオズボーン）(8)
- STUDIO BELL VILLAGEの職員：村田充(8,10)
- 会沢教授：白石タダシ(8)
- 警察官：松田ジロウ(8)、中脇樹人(11)
- アキバで被害に遭う一般人：桃井はるこ、山形ユキオ、DANCEROID(9)
- ホテルマン：岡野友信(10)
- ナレーション - 宮田浩徳(11,12,13)

#### その他のゲスト（シーズン痛）
- おもちゃ屋の店員：神尾佑(1)[注釈 35]
- 販売員（ブルーレイ係長人間態）：ビューティーこくぶ(2)
- キバレンジャーの放った幻影：山形ユキオ、MoJo(3)
- 牧師風の男（スマホモンガー人間態）：柴﨑貴行(4)
- アナウンサー：高橋麻理(4)
- ジョージ・スピルバートン：坂本浩一(5)[注釈 36]
- 女の子（ハーデズキン人間態）：冨手麻妙(7)
- オタクゴミ回収リーダー / Mrアンダーソン軍団長（コスプレ許すまじ軍団）：和田三四郎(7)
- 体操のお兄さん（ムトウムシテ人間態）：松雪オラキオ（弾丸ジャッキー）(8)
- カラオケ店店員：蒲生純一(8)
- 隣にいた客：橋本汰斗（D-BOYS）(8)
- カレー店店主：吉田ウーロン太（フラミンゴ）(8)
- チラシを配っていたメイド：高橋まどか(8)
- 女神男（亀有アルパカ人間態）：草尾毅(10)
- 平田看護師：平田裕香(10,11)
- ひみつぼちの客：大島遥、藤田房代、錦織真里(11)

## アキバレンジャーの装備・戦力

### 装備品
MMZ-01 モエモエズキューーン
アキバレンジャーの変身アイテム。通常は、『ズキューーン葵』のキャラクターである葵のアームドモードを象ったフィギュアモードだが、変身後は銃モードになりアキバレンジャーの武器となる。人間の妄想力を実体化させる能力を持つ。
体の右に構え「重妄想！」とコールした後、葵のポニーテール部分（銃形態のグリップ）を持ってトリガーを引くことで「ズッキューン!」の音声とともにフィギュアモードから銃モードに変形し、BGMと共にアキバレンジャーに変身させる。変形後はそのままビーム拳銃として用いるほか、フィギュア形態では通信機としても使用可能。
第10話では、タクマによりあと16回しか変身できないとされたが、テコ入れ失敗で博世への呪い同様なかったことになる。
動力源はボタン電池2個であることがシーズン痛で明らかにされた。
第12痛では番組終了に伴いヒロヨによって一時的に封印されたが、「非公認巨神プリズムA VS アキバレンジャー」の企画が通ったため封印が解除されている。
- 撮影用プロップは破損が多く、途中でアクション用が作られた。

MMZ-02 ムニュムニュズバーーン
シーズン痛第4痛より登場した、超アキバレッドの短剣型武器。「チョーモーソー!（超妄想）」とコールした後、「ズバーーン!」の音声とともに葵のフィギュアモード（モデルは『ズキューーン葵』劇場版『ズキューーン葵Z』に登場するというズバーーン葵）から剣モード（短剣モード）に変形する。それと同時にアニメ絵の葵が分離し、BGMと共にアキバレッドに抱きつくように合体することで葵ちゃんアーマーとなり、「ムギュッ!」の音声とともにアキバレッドを超アキバレッドに変身させる。妄想世界で誕生した武器だが、現実世界では信夫が知り合いの知り合い（ツー将軍）に発注し製作してもらった実物大のものを所持している。
ムニュモエズバキューーン
第6痛より登場した、超アキバレッドが銃モードのモエモエズキューーンの先に短剣モードのムニュムニュズバーーンを合体させた武器。

### 大それた力
公認様（歴代のスーパー戦隊）発祥の特殊能力。妄想世界に現れた公認戦隊と結託し、胸を触れられることで受け取ることが出来る。発動するとその力を託した公認様が武器に変形する。
大それた力はチーム全体に託されるため、アキバレンジャーであれば直接託された者で無くても使用可能。
デカワッパー
デカレンジャーの大それた力で、妄想世界のデカレッドが変形した巨大な手錠。主にアキバレッドによって使用される。二つに分離してペンチ型のアームとして使ったり、敵を拘束して動きを封じることもできる。
シーズン痛のステマ乙との最終決戦ではデカレンジャー5人が変身し、第10痛ではデカブレイクを加えた6人で変身している。

ボウケンスコッパー
ボウケンジャーの大それた力で、妄想世界のボウケンレッドが変形した巨大なシャベル。槍のように先端部で斬りつける他、地面につき立てながら自ら高速回転することで、地中に潜ることも出来る。主にアキバブルーによって使用される。
シーズン痛のステマ乙との最終決戦ではボウケンジャー5人が変身し、第10痛ではボウケンシルバーを加えた6人で変身している。

ジェットウインガー
ジェットマンの大それた力で、妄想世界のレッドホークが変形した巨大な翼。アキバレッドによって使用される。背中に装着して飛行でき、体当たりで係長を倒すこともできる。また、単独で飛ばして飛び道具として使用することも可能。
シーズン痛のステマ乙との最終決戦および第10痛ではジェットマン5人が変身した。

ダイソレタキャノン
デカワッパー・ボウケンスコッパー・ジェットウインガーを非公認合体させることで完成する巨大キャノン砲。
シーズン痛でのルナのセリフによると『五星戦隊アキバレンジャー』ではアキバメテオキャノンという名前であった模様。
5倍ダイソレタキャノン
それぞれ5人が変形したデカワッパー・ボウケンスコッパー・ジェットウインガーを非公認合体させることで完成する巨大バズーカ砲。変形する人数が5倍になっている。

#### 大それた力（シーズン痛）
公認様（歴代のスーパー戦隊）発祥の特殊能力。発動するとその力を託した公認様が武器に変形する。
ダイレンボンバー
ダイレンジャーの大それた力で、妄想世界のリュウレンジャーとキバレンジャーが変身した巨大な手（リュウレンジャーが右手、キバレンジャーが左手）の形をした2丁の銃を合体させた両手型の銃。右手側には青・黄、左手側には緑・桃の登場していないダイレンジャー4人の色も使われている。第8痛では、リュウレンジャーが単独で変身している。第10痛では、ダイレンジャー6人で変身している。
ジュウレンバックラー
ジュウレンジャーの大それた力で、妄想世界のティラノレンジャーとドラゴンレンジャーが変身したバックル。バックルの中央にジュウレンジャーの頭文字である「Z」が描かれている。黒・青・黄・桃の登場していないジュウレンジャー4人の色も使われているが、緑の意匠は見受けられない。第8痛では、ティラノレンジャーが単独で変身している。第10痛では、ジュウレンジャー6人で変身している。
ハリケンボール
ハリケンジャーの大それた力で、妄想世界のハリケンジャー3人とゴウライジャー2人が変身した鎖付の鉄球。振り回し鉄球部分を敵に投げつけることで敵を倒す。劇中には登場していないシュリケンジャーの色も反映されている。第8痛では、ハリケンレッドが単独で変身している。第10痛では、ハリケンジャー・ゴウライジャー・シュリケンジャーの6人で変身している。
ダイソレタバズーカ
ダイレンボンバー・ジュウレンバックラー・ハリケンボールの3つを非公認合体させることで完成する巨大バズーカ砲。
大それてるキャノンバズーカ
デカワッパー・ボウケンスコッパー・ジェットウインガー・ダイレンボンバー・ジュウレンバックラー・ハリケンボールの6つの武器を非公認合体させることで完成する巨大バズーカ砲。

### 技
通常攻撃（仮）（）
銃形態のMMZ-01から発射される通常弾、およびアキバレンジャー3人によるそれを連携して放つ技。単体でも鉄球を破壊できるほどの威力を持つ。
萌えマグナム
銃形態のMMZ-01の撃鉄部にあるボタンを押して発動する必殺技。MMZ-01から発せられる「行くぜー!」の掛け声と共に、赤・青・黄の3色の光弾を同時に放つ。通常のバトルではトドメを指すのに用いられる。
萌えマグナム・激萌えファイヤー
レッドとブルーに抱え上げられたイエローがモエモエズキューーンを構え、3人分のエネルギーをチャージして発射する。第5話で登場、再生歌舞伎町メスグロヒョウモンチョウを撃破した。
アキバシップアタック
ブルーとイエローがレッドを抱き上げた状態で敵に突撃する。
ダイソレタキャノンファイヤー
ダイソレタキャノンから3色の光線を打ち出し、敵を攻撃する必殺技。第8話で、月島アルパカにトドメを刺す際に初登場した。
秋葉原アンダーグラウンドカルチャーアタック
第9話で浅草アルパカを倒すのに用いられた必殺技。レッドがボウケンスコッパーに跨がり、高速回転しながら敵の体を貫く。
心技体アタック
新アキバレッドの腕にブルーとイエローが乗り高速回転しながら体当たりする。第11話に登場したドリルサイクロプスを粉砕した技。
サージアタック
新アキバレッドの技。頭突きの後、逆立った髪の毛のような部分で引っ掻く。
サージジャガー
新アキバレッドが放つ必殺技。レッドの構えから放たれたジャガーのようなエネルギーが敵を攻撃する、『獣拳戦隊ゲキレンジャー』のゲキワザと類似した演出の技。

#### 技（シーズン痛）
頭んとこからのビーム
第1痛でイタッシャーロボが放った必殺技。ビームとは名ばかりで、巨大な空き缶を生成してツンデレソードで発射する。
アキバレンジャーアタック
ブルーとイエローがレッドを抱えた状態でレッドの頭を使い敵を攻撃する。
ダイソレタキャノンファイヤー
ダイソレタキャノンから3色の光線を打ち出し、敵を攻撃する必殺技。
5倍ダイソレタキャノンファイヤー
5倍ダイソレタキャノンから3色の光線を打ち出し、敵を攻撃する必殺技。ステマ乙との最終決戦で、デリューナイトにトドメを刺す際に使用した。
あの頃っぽい懐かしい攻撃
レッドとイエローがそれぞれ『太陽戦隊サンバルカン』のバルイーグルとバルパンサー風の構えをとり、そこから繰り出すコンビネーション攻撃。本来ならバルシャークに相当する3人目が必要だが、この時はルナが不在だったために最後までキマらなかった。
ムニュスラッシュ
超アキバレッドの必殺技。ムニュムニュズバーーンでレッドの前髪部分をこすることによりムニュムニュズバーーン自体が炎に包まれて刀身が伸び、葵の「一緒にいくぜー!」の掛け声とともに、敵を袈裟斬りにする。
巨大ゴールデンムニュスラッシュ
第12痛で巨大化した超アキバレッドの必殺技。技自体はムニュスラッシュとほぼ同じだが、技を放つ際に超アキバレッドの全身が金色に輝いており、イエローの「アキバレシーブ」とブルーの「アキバトス」により空中に飛び上がって技を放つという差異がある。
恐竜パワーアタック
ジュウレンバックラーを付けたブルーをレッドとイエローが抱え上げた「ダイノ組体操フォーメーション」を組み、ジュウレンバックラーから光線を打ち出し、敵を攻撃する必殺技。
ムニュモエプロミネンス
超アキバレッドの必殺技。ムニュモエズバキューーンから葵の「ズバズバズバズバズバーン!」の掛け声とともに光線を打ち出し、敵を攻撃する。
ダイソレタバズーカファイヤー
ダイソレタバズーカの先端に装填されたジュウレンバックラーの部分から、3色のボール型光弾を敵に向けて撃ち込む必殺技。
ダイソレテルキャノンバズーカファイヤー
ダイソレテルキャノンバズーカから3色の光弾を撃ち出し、敵を攻撃する必殺技。
ムニュモエズバッシャー
超アキバレッドの必殺技。葵の「ズバズバズバズバズバーン!」の掛け声の後、ムニュモエズバキューーンを持ち替えてモエモエズキューーンのグリップで敵を殴打する。

### メカ
マシンイタッシャー
『ズキューーン葵』の絵柄がプリントされた痛車。名称も痛車をもじったものである。ベースとなる車種はトヨタ・プリウス。レッドが操縦する。フロントグリルと車内の本来はトヨタのエンブレムの「T」マークの部分がアキバレンジャーの「非公認」エンブレムになっている。ナンバーは「152」で非公認をもじったものだが、八王子ナンバー。ローンが残っておりひみつきちの経営を圧迫している。
シーズン痛では、第3痛でチャイナレッドを拉致する際やマルシーナたちから逃げる際に使用するなど、前作よりも移動手段としての出番が増えている。

イタッシャーロボ
マシンイタッシャーがアキバレンジャーの妄想世界にて変形した人型ロボ。車載のCDプレイヤーに『ズキューーン葵』のテーマソング「Heroic lily」のCDを挿入し、最大ヴォリュームで流すことで変形する。変形時には一旦3人が外に放り出されるが再び搭乗することができ、顔面の後ろにむき出し状態で配置されている頭部の操縦席にレッド、運転席にイエロー、助手席にブルーがそれぞれ搭乗。頭部にビーム砲と機関砲（痛マシンガン）、肩部にロケット砲（痛ランチャー）が搭載されており、オタ芸を踊ることで敵の攻撃を回避するが、巨大ロボ戦に関する妄想力が足りないと操作不能になり、逃げ出してしまう。第7話で現実世界に出現した際は、アキバレンジャーのパワーアップした妄想力で現実世界のネオンサインをライフル形態に変形させ、必殺技「カンバンバン」を炸裂させた。
第12話でブーメランタイタンが現れたことで、突然、前振りもなく、一気に50mクラスに巨大化し、「つんつんBAR」「CAFEでれでれ」と書かれたネオンサインを変形させた2本の剣「ツンデレソード」を構えるが、最終回を迎えたくない赤木たちによって、痛ランチャーのミサイルを自分に向けて撃たされ、自爆した。
- 全身はフルCGで表現され、頭部とその周辺のみ実物大の造形物が作られた。

シーズン痛
前作と異なり、ステマ乙との最終決戦ではツンデレソードを手に大活躍しており、最終的に頭んとこからのビームにより暗黒ステマ城ロボを自爆に追い込んだ。
- 本作品では巨大化しなかったため撮影にはS.H.Figuartsのアキバレンジャーを乗せた同じくS.H.Figuartsのイタッシャーロボが使われた。ただし、頭んとこからのビームの発射シーンのみCGとなっている。

第9痛では、ツー将軍の妄想世界でシーラカンスカンスと戦うも最終的には破壊されてしまった。
第12痛では、「非公認巨神プリズムA VS アキバレンジャー」の敵艦隊を倒すためイタッシャーボーイとともに1番大きい艦を押して太陽に特攻している。
イタッシャーボーイ
シーズン痛に登場。イタッシャーロボが破壊されたため、急遽登場した自立行動型の2号ロボ。博世がなけなしの貯金をはたいて買ってきたミニチュアカーから変形するため、かなり小型だが単独でシーラカンスカンスを倒せるだけの力を持っている。変形後には胸のフロントガラスに「BOY」の文字が浮かび上がる。また、妄想世界に登場したもの（マシンイタッシャーと同じデザイン）とひみつきち内に置かれていたものでは車体の絵柄が異なっている。

## バロスwの装備・戦力

### 装備品（バロスw）
MMZ-00 モヤモヤズキューーン
ツー将軍が製作したモエモエズキューーンの類似品。全体的に黒系統の色でまとめられ、銃身には「kwsk」「wktk」などのネットスラングが刻印されている。また、葵フィギュア本体は青と黄色のオッドアイに変更されている。ツー将軍とマルシーナが1体ずつ持っており、通常は通信機として使用されている他、ツー将軍が作ったフィギュアを妄想世界に怪人として転送する妄想送を行うことが可能。モエモエズキューーン同様、邪妄想によりマルシーナをバトルモードに変身させることもできる。妄想世界への行き方を知ったツー将軍に改造され、ツー将軍自身も妄想世界に行けるようになった。
モヤブラスター
ガンモードのモヤモヤズキューーンを用いてマルシーナが放つ必殺技。マルシーナ自身の「ペロペロペロペロ」という待機音が流れ、トリガーを引くと「行くわよ」の掛け声と共に、紫色の巨大な光弾を放つ。

### 悪の大それた力
ロン、闇のヤイバ、バンキュリア
それぞれ『獣拳戦隊ゲキレンジャー』『轟轟戦隊ボウケンジャー』『魔法戦隊マジレンジャー』のキャラクター。
アキバレンジャーが呼び出した大それた力（ティラノレンジャー・リュウレンジャー・ハリケンレッド）をマルシーナが「ウー・ウザーラ」の呪文で取り込みそれぞれに変身させた。
ツー将軍にとっては「悪の公認様」である敵組織の幹部たちである。
暗黒ダイソレタキャノン
ロン、闇のヤイバ、バンキュリアの3人が変身したバズーカ砲。
暗黒ダイソレタキャノンファイヤー
暗黒ダイソレタキャノンから3色（青・金・黒）の光線を打ち出し、アキバレンジャーを攻撃する必殺技。

## 世界設定・用語
妄想力
アキバレンジャーの力の源。これが高まれば（痛ければ）高まるほど（痛いほど）アキバレンジャーの強さも増す。発見・開発者である博世も未だ全てを理解したわけでは無く、未知の部分が多い。酒の力で増幅させることも可能だが、酩酊して暴走し、まともに戦えなくなる可能性も高まる。また、システムの都合上活動範囲は『妄想増幅電波』の届く秋葉原周辺のみに限られている。
妄想世界
アキバレンジャーの戦いが展開される異空間らしき場所。「モエシニスキー粒子」の働きで拡大された妄想力で生み出されたものであり、ここでの戦闘結果は現実世界には何ら影響を及ぼさない。しかし中盤において、赤木たち3人の高すぎる妄想力が世界の壁を突き破ったために現実世界と繋がってしまい、現実世界までもが妄想力の影響を受けるようになってしまう。景観はどことなく歴代スーパー戦隊で良く戦闘ロケに使われた場所に似ており、戦いの場が都市部からいきなり採石場に移るといった「お約束」も簡単に発生する。MMZ-01を通じて、現実世界の博世と通信を交わすことができる。また博世の操作によりアキバレンジャーを強制的に現実世界に引き戻すこともできるが、これを多用するとアキバレンジャーの妄想力が落ち、最終的に重妄想が不可能になる危険を伴う。
番組外現実
赤木たちのいる世界は『非公認戦隊アキバレンジャー』という番組であるという考えに基づき、その番組を制作している側を指す。11話において、その展開の不自然さから赤木により仮説が立てられ、彼に劇中でテロップを認識、止められたことでその存在が証明された。10〜11話において唐突に登場人物を投入・退場させ、新設定を導入することで番組のテコ入れを図るなど迷走を続け、最終的には原作者・八手三郎の手によって強制的に終了させられる。
赤木には『黒幕』、ドクターZには『大いなる意思』と称される。
テロップチャンス
物語の展開がゆるやかな時に画面の下にイベント案内のようなテロップが流れること。
赤木の解説があった際には単なるネタと思われたが、実は後のエピソードで赤木によりわざと展開を止めることで番組外現実によるテロップを誘導することに成功し、番組外現実の存在が証明された。

### 世界設定・用語（シーズン痛）
妄想送（）
ツー将軍が作ったフィギュアを妄想世界に転送すること。言葉自体はツー将軍による造語。フィギュアをモヤモヤズキューーンを通して妄想世界に転送することで実際の怪人となるが、これはフィギュア自体が転送されて怪人になるのではなく、FAXのようにフィギュアはツー将軍の手元に残ったままフィギュアそっくりの怪人が妄想世界に実体化するため、現実世界から妄想送の成功を知るには妄想世界のマルシーナに確認する必要がある。
第7痛ではツー将軍自身も妄想送により妄想世界へ行けるようになり、第9痛ではアキバレンジャー3人をツー将軍の理想の妄想世界に妄想送している。
第12痛ではウーザフォンを現実世界で妄想世界のように使用できるようにするため、モヤモヤズキューーンを通して現実世界から現実世界へ妄想送させている。
八手三郎の世界
第11痛でマルシーナが明かした作中に於ける「現実世界」や「妄想世界」とは別にあるにもう1つの世界で前作でいう「番組外現実」。
前作の第6話にて現れた2つの黒い穴のうち、1つが「作中の現実世界」、もう1つが「八手三郎の世界（番組外現実）」につながっていたことが明かされた。

## 劇中のアニメ・特撮作品
劇中世界では「スーパー戦隊シリーズ」以外の実在の特撮・アニメ作品は登場しない。ただし、戦隊以外の劇中ヒットキャラを設定する上で、同じ東映の宇宙刑事シリーズなど権利上問題のないキャラクターを劇中用にアレンジして使用している。
銀河刑事ギャビアン
第1話で信夫が貯金して買おうと目を付けていた『光戦隊マスクマン』の「DX光速合体グレートファイブ」中古品が第4話で売れてしまい、代わって店頭に飾られたフィギュアのヒーロー名。数年前にヒットしたアニメが実写映画化されたという設定。同じシリーズに『銀河刑事シャリアン』、『銀河刑事シャイナー』も存在する。
重機甲ビートルーパー
エンディングの一コマに登場する雑誌『テレビヒーロー』表紙で、アキバレンジャーの左上にいる別のヒーロー。
魔女仮面ルナ★セーラ
アニメ工房とらいあんぐる制作アニメ。

### にじよめ学園ズキューーン葵
劇中世界で以前放送されていたという設定の深夜アニメ。制作はSTUDIO BELL VILLAGE（スタジオベルビレッジ）。「美少女アクション学園アニメ」として人気を博し、このたび劇場版の制作が決定したという。
ストーリー
船橋サトミの亡父が研究していた、宇宙からの飛来物体「シード」。それは地球の生命と融合した時に爆発的なパワーを与える種子だが、融合した宿主を凶暴な怪物に変えてしまう危険性を秘めている。父の理想を継いでシードの平和利用を目指していたサトミだったが、シードの力を独占して世界征服を企む「シードサタン」と名乗る人物に命を狙われる。市川葵は親友であるサトミを守るため、自らの身体にシードを融合させて戦う。
シーズン痛
テレビの方は既に終わっているが、前年公開の劇場版三部作（W・X・Y）がヒット。7月（第1痛から3か月後）に4作目となる「劇場版 ズキューーン葵Z」が封切られるらしい。
第2痛でブルーレイ係長によってエロアニメに編集されたり、第4痛でスマホモンガーにより猟奇的で如何わしい内容のものに改変されたりしている。また第4痛で猟奇的で如何わしい内容に改変された結果、現実世界で有害指定を受けてしまい、主演声優である博世が貧乏になり、ひみつきちでの映像がセピア色になるという現象が起きた。
真・劇場版ズバーーン葵 Z-絶倒-
優子が妄想力が低下した信夫のために描いた「ズキューーン葵」の二次創作同人誌。内容は信夫と葵（ズバーーン葵）のラブストーリーで、これがアキバレッドが超アキバレッドにパワーアップするきっかけとなった。のちに優子が増刷して販売したこの同人誌は結構売れたらしい。

### スーパー戦隊シリーズ
上記の公認様やこずこずのコスプレ以外にも、様々なネタとして登場。
シーズン痛
第5痛では、前提知識の無いルナの勘違いが、作中上「現実」で影響を及ぼし、戦隊モノの原作がよりやっかいなことになりかけた。
五星戦隊アキバレンジャー
シーズン痛で『ダイレンジャー』の代わりに1993年2月19日から5月14日まで放映されていたとされる番組。作中のインターネット百科事典「Mikiqedia」では、「荒川稔久がメイン脚本だったが趣味に走りすぎたため視聴率が低迷し、脚本家を井上敏樹に変更するも全13話で打ち切りになった」・「戦隊シリーズの汚点」・「黒歴史」などと書きこまれ、要出典が付けられている。名乗りは「天に輝く五つ星、五星戦隊アキバレンジャー」。主題歌は曲や歌手はダイレンジャーと同じだが、歌詞が異なっている。ルナによると「東●チャンネル」でも再放送されていたらしい。
ルナ曰く「第4話で鉄板勝利フラグを立てたにもかかわらず敗北した」とのこと。
アキバレッドの変身者を演じていたのは和田圭市。
追加戦士としてキバレンジャーともう1名が予定されていたらしいが、打ち切りになったためお蔵入りキャラになっている。
ただし、チャイナレッドがリュウレンジャーに戻るとともに番組自体がなかったことになっている。
POWERFUL RANGERS（パワフルレンジャー）
『ジュウレンジャー』以降の作品をアメリカでリメイクした『パワーレンジャー（POWER RANGERS）』に相当する作品（本作品中での架空の名称）。『パワーレンジャー』同様、シリーズとして複数の作品が制作されている。アメリカの著名な映画監督のG・スピルバートンがファンだった。タイトルロゴは新規のもので、実際の『パワーレンジャー』のものとは異なっている。
第5痛では、「スーパー戦隊シリーズは『百獣戦隊ガオレンジャー』が1作目」と改編され、それ以前の日本のスーパー戦隊が消えてしまったため、アメリカ発の『パワフルレンジャー』が戦隊シリーズの元祖となり、Mikiqediaに『ガオレンジャー』が『パワフルレンジャー・ワイルドフォース』のパクリと掲載されていた。

#### 劇中のアニメ・特撮作品（シーズン痛）
忍者キャプたん
昔放送された特撮っぽいテレビアニメ。当時の特撮ファンは実写版としてリメイクされることを夢見ていた。
- 『忍者キャプター』のパロディ。忍者キャプターのキャラが全員美少女の萌えキャラになっており名前も食べ物になっている。

非公認巨神プリズムA
外資系映像会社チガウヨープロダクション製作の、スーパー戦隊シリーズに代わり今秋から放映される予定のニチアサ7時半枠の新作特撮番組。スーパー戦隊の正統後継者面するために博世のみを別人格のヒロヨとして続投させる予定であった。
非公認巨神プリズムA VS アキバレンジャー
プリズムAを倒すための手段としてのVS企画。企画を通すために、これまでの銀河刑事でも倒せなかった宇宙人の大艦隊が攻めてくるという大規模なストーリーにされた。また、アキバレンジャーは妄想世界ではなく現実世界で変身している。結果としてプリズムAの撃退には成功したものの、本来であれば宇宙艦隊に対抗するはずのプリズムAを倒してしまったことでアキバレンジャーだけで敵艦隊に特攻する羽目になってしまい、また現実世界での戦いであるために妄想解除して逃げることもできず3人とも死亡してしまった。

## 作品概要（シーズン1）

### スタッフ
プロデューサーに日笠淳、脚本に荒川稔久、監督に田﨑竜太、撮影に菊池亘、キャラクターデザインにさとうけいいちなど、“公認”のスーパー戦隊シリーズでメインポジションを経験したスタッフが手掛けた。日笠は、本来ならば中堅プロデューサーに受け渡す案件であったが、東映テレビ部が多忙であったため自身がプロデューサーを務めることになったと述べている。
脚本の荒川と香村純子は『海賊戦隊ゴーカイジャー』に引き続いての参加となった。両者とも戦隊に詳しく、日笠は荒川は自身が手がけた作品は客観視できなかったが、その範囲は香村が視聴していたころと重なるため、互いに補完しあっていたと述べている。
アクション監督はスーパー戦隊シリーズに参加経験のないAAC STUNTSの大橋明が務めた。元々はAACの横山誠がオファーを受けたが、横山が多忙であったため大橋が引き受けることとなった。日笠は公認未経験者の起用は公認側での格好良さや合成の多用を前提としたアクション以外の部分で面白さを見せるためと述べており、田﨑は大橋についてフレキシブルな対応ができると評している。アクションの一部は、大橋や田﨑が参加したテレビドラマ『キューティーハニー THE LIVE』で実現できなかったアイデアを取り入れている。
スーツアクターはAACのメンバーが多忙であったため大橋の個人的なつながりで集められた。特にアキバブルー役の大島遥はAAC練習生からの抜擢であり、本作品がデビューとなった。アキバレッド役の和田三四郎は、イタイッシャーロボやブーメランタイタンなどのモーションアクターも務めた。第5話で熟女イエローを演じた一条かおりは『光戦隊マスクマン』で地帝忍フーミンを演じており、すでに引退していたが大橋の妻がJAEの同期であった縁から土日限定で参加した。
音楽には東映特撮作品では初参加となる川井憲次が起用された。日本コロムビアは本家でも以前より川井に参加を要望していたものの、1年番組ではスケジュールの都合がつかず実現していなかったが、本作品は1クールで曲数も少ないことから参加できることとなった。
『ズキューーン葵』の劇中アニメ制作は、さとうけいいちが所属するベルズン・ウィッスルが担当した。
- プロデューサー：日笠淳・石川啓（東映）、矢田晃一（東映エージェンシー）
- 原作：八手三郎
- 脚本：荒川稔久、香村純子
- 音楽：川井憲次
- 音楽プロデュース：Project,R[注釈 50][78]
- 音楽制作：日本コロムビア
- スーツアクター：和田三四郎（アキバレッド[79]、シャチーク[79]）、大島遥（アキバブルー）、藤田房代（アキバイエロー）、秋山智彦（係長）、前田浩（公認戦隊、デリューナイト[79]）、一条かおり（熟女アキバイエロー）、大西雅樹（二代目アキバレッド）、伊藤慎（二代目アキバレッド・代役[23]）
- アクション監督：大橋明（AAC STUNTS）
- 撮影：菊池亘（J.S.C.）、岩崎智之
- 照明：本田純一
- 美術：長島由明
- 録音：工藤新一郎
- 編集：佐藤連、柳澤和子
- スクリプター：たかいわれいこ、森永恭子、渋谷康子
- 助監督：柿原利幸、近藤孔明、荒川史絵、安川徳寛、谷本健晋
- 計測：岩崎智之、宇野寛之、邊母木伸治
  - 撮影助手：森田曜、小谷純子
  - 照明助手：林大樹、堤義典、速川英明
  - 録音助手：佐藤静香
- 操演：船越幹雄（ライズ）
- 装飾：肥沼和男、春藤雄（東京美工）
- 美粧：佐藤泰子、堀川なつみ、板垣美和（サン・メイク）
- 衣裳：袴田知世枝（東京衣裳）
- ワイヤーセッティング：佐々木俊宜、帯金伸行、荒川真、川澄朋章、大西雅樹（AAC STUNTS）
- 技術業務：八木明広
- 仕上進行：友安真富果、辻今日子
- 整音：錦織真里
- MAオペレーター：村田桃子、一坂早希
- 音響効果：壁谷貴弘
- 選曲：大森力也[80]（SPOT）
- EED：緩鹿秀隆、川合元（東映デジタルラボ）
- EED助手：高橋和寛（東映デジタルラボ）
- モニターグラフィック：遠藤眞一郎
- VFX：ツークン研究所
  - VFXスーパーバイザー：美濃一彦
  - VFXプロデューサー：永富大地
  - プロジェクトマネージャー：鈴木優里
    - 興村暁人、大畑智也、黒澤おかね、佐藤人志、冨田有香、帆足剛彦、田中智也、笹江政毅、林潔、辻本貴則、野平幸寿

  - マリンポスト
    - 諸星勲、田中貴志、太田聖史、岩本麻依子、星麻里絵

  - スタジオソラリ
    - 清原穂高、青沼雅人
- キャラクターデザイン：さとうけいいち
- デザイン協力：プレックス
- 「葵」設定協力&アニメーション制作：ベルズン・ウィッスル
- 設定協力：高田真宏
- タイトルロゴデザイン：海野大輔
- 造型：レインボー造型企画、前澤範
- カースタント：西村信宏（武士レーシング）
- トランペット指導：阿久澤一哉
- ヲタ芸振り付け：スタジオおけいこクラブ
- 広報担当：藤岡秀次郎（東映）
- メイキング：福光正樹
- 制作担当：小林智裕、山岸秀起
- 制作進行：渡辺美穂
- ラインプロデューサー：下前明弘
- 制作デスク：佐々木幸司、青柳夕子
- イラスト協力：こにししのぶ、むらいみすず
- スタント協力：ケイスタントフィルム
- 人形提供：塚田英明
- 技術協力：東映ラボ・テック、西華産業→西華デジタル・イメージ株式会社、BULL
- 監督：田﨑竜太、鈴村展弘
- 制作：東映、東映エージエンシー

### 音楽
選曲担当の大森力也が用意した音楽メニューに沿って川井憲次がBGMを作曲・編曲。「信夫の頭の中ではこう聞こえているはず」という、カッコイイながらどこか抜けていたり古臭く聞こえたりする曲を、「残念」を合言葉に製作した。川井はまた、ボーカロイドの声も入力した（初音ミクを使用）。

#### 主題歌

##### オープニングテーマ
「非公認戦隊アキバレンジャー」
作詞・作曲 - 桃井はるこ / 編曲 - 籠島裕昌 / 歌 - 桃井はるこ feat. 山形ユキオ
第11話では2番が使用された。第12話ではEDにも使用。

##### エンディングテーマ
「明日はアキバの風が吹く」
作詞 - マイクスギヤマ / 作曲 - EFY / 編曲 - 宮崎誠 / 歌 - 赤木信夫（和田正人）
サビ以外の歌入りが流れたのは第1・6・11・最終話のみで、それ以外の回ではオケに乗せて登場人物の痛い体験談のモノローグが語られた後にサビが流れる。
- 青柳美月（第2話、第7話）
- 萌黄ゆめりあ（第3話、第8話）
- 赤木信夫（第4話、第9話）
- 葉加瀬博世（第5話、第10話）

##### 挿入歌
「Machineイタッシャー！」
作詞・作曲 - 桃井はるこ / 編曲 - 古川竜也 / 歌 - 桃井はるこ feat. 山形ユキオ
「Heroic lily」
作詞 - 只野菜摘 / 作曲 - 鈴木盛広 / 編曲 - 村井大 / 歌 - 市川葵［十夜月朱里（内田真礼）］
劇中作品『にじよめ学園ズキューーン葵』の主題歌。
最終話の劇中では博世がアカペラで歌っている。

### 放送日程
| BS朝日での放送日 | 話数   | サブタイトル                             | 登場怪人                                                           | 脚本     | 監督     |
| ---------------- | ------ | ---------------------------------------- | ------------------------------------------------------------------ | -------- | -------- |
| 2012年4月06日    | 第1話  | 痛さは強さ                               | 渋谷セイタカアワダチソウヒゲナガアブラムシ （声：浜田賢二）        | 荒川稔久 | 田﨑竜太 |
| 4月13日          | 第2話  | 再起する痛魂が喚ぶ赤き妄想のフルブラスト | 渋谷コウゾリナヒゲナガアブラムシ （声：浜田賢二）                  | 荒川稔久 | 田﨑竜太 |
| 4月20日          | 第3話  | 痛タッ!酔いどれヒーロー大冒険!!          | 歌舞伎町メスグロヒョウモンチョウ （声：緑川光）                    | 香村純子 | 鈴村展弘 |
| 4月27日          | 第4話  | 禁じられた妄想は青い背徳の痛み           | 門前仲町ハシビロコウ（声：黒田崇矢）                               | 香村純子 | 鈴村展弘 |
| 5月04日          | 第5話  | イタイタ☆イエローママ                    | 歌舞伎町メスグロヒョウモンチョウ（強化） （声：緑川光）            | 香村純子 | 鈴村展弘 |
| 5月11日          | 第6話  | はばたけ大御所!妄想撮影所の痛い罠        | 下北沢ホヤ（声：松野太紀）                                         | 荒川稔久 | 田﨑竜太 |
| 5月18日          | 第7話  | 妄走イタッシャー限界突破せよ!            | 代々木スジボケハシリグモ（声：二又一成）                           | 荒川稔久 | 田﨑竜太 |
| 5月25日          | 第8話  | 痛き特訓の絆は公認ロードの陰謀交差点     | 月島アルパカ（声：関智一）                                         | 香村純子 | 鈴村展弘 |
| 6月01日          | 第9話  | 痛戦隊、解散。                           | 浅草アルパカ（声：関智一）                                         | 香村純子 | 鈴村展弘 |
| 6月08日          | 第10話 | 非痛なるZの呪い―そして新章へ             | 専務取締役デリューナイト                                           | 荒川稔久 | 田﨑竜太 |
| 6月15日          | 第11話 | 二代目はサワヤカ無痛戦士                 | ドリルサイクロプス デリューナイト                                  | 荒川稔久 | 田﨑竜太 |
| 6月22日          | 第12話 | 最痛回 さらば妄想戦隊                    | ブーメランタイタン デリューナイト エンドマーク（「オワリ」の文字） | 荒川稔久 | 田﨑竜太 |
| 6月29日          | 最終話 | 反省会!痛くなければザッツオーライ!       | ―――――                                                              | 香村純子 | 鈴村展弘 |

- 各回のサブタイトルには痛（またはイタ）の文字が含まれている。
- 最終話は総集編であり、元アキバレンジャーの信夫たちがこれまでの戦いを振り返る内容となっている。

### 放送局
| 放送地域 | 放送局             | 系列               | 放送期間               | 放送日時           |
| -------- | ------------------ | ------------------ | ---------------------- | ------------------ |
| 日本全域 | BS朝日             | BSデジタル放送     | 2012年4月6日 - 6月29日 | 金曜 25:30 - 26:00 |
| 東京都   | TOKYO MX           | 独立局             | 2012年4月9日 - 6月27日 | 月曜 25:00 - 25:30 |
| 日本全域 | バンダイチャンネル | インターネット配信 | 2012年4月10日 - 7月3日 | 火曜 12:00 更新    |

### ネット配信
- 東映特撮YouTube Official - 2023年10月13日 -

## 作品概要（シーズン痛）

### スタッフ（痛）
スタッフの多くはシーズン1から引き続き参加している。
脚本は、荒川稔久が特撮作品としては初めて全話を手がけた。シーズン1に参加していた香村純子は、『仮面ライダーウィザード』を手がけていたため本作品には不参加となった。荒川は、当初の予定では『小説 仮面ライダークウガ』の執筆完了後に本作品に参加する予定であったが、同作品の執筆が長引いたため本作品の執筆と並行作業となり、本作品最終話の執筆と『クウガ』の脱稿はほぼ同時であったという。
- プロデューサー：日笠淳・石川啓・望月卓（東映）、矢田晃一（東映エージェンシー）
- 原作：八手三郎
- 脚本：荒川稔久
- 音楽：川井憲次
- アクション監督：大橋明（AACスタント）
- スーツアクター：和田三四郎（アキバレッド）、大島遥（アキバブルー）、藤田房代（アキバイエロー、ゆる さなえ）、人見早苗（マルシーナ・バトルモード吹替、公認戦隊（ヒロインを担当）、ちょこたん吹替）、前田浩（公認戦隊（主に赤を担当））、大口与枝（ユルキャラジゲン）
- 撮影：菊池亘（J.S.C.）
- 照明：本田純一、堀直之、竹田勝三
- 美術：今井克也
- 録音：工藤新一郎、船田浩二
- 編集：佐藤連
- スクリプター：頓所麻奈美、樽角みほり、柿崎徳子、國米美子
- 助監督：杉原輝昭
- 計測：岩崎智之
- 操演：船越幹雄（ライズ）
- 装飾：金子康子、井上桐文（東京美工）
- 美粧：一山あい子、渡邊茜（サン・メイク）
- 衣裳：袴田知世枝（東京衣裳）
- 技術業務：八木明広
- 仕上進行：石塚雅史
- 整音：錦織真里
- サウンドエンジニア：甘糟亮
- 音響効果：倉橋静男、三井友和（第1話 - 第9話・第12話・第13話）、緒方康恭（第10話・第11話）（サウンドボックス）
- 選曲：大森力也（SPOT）
- EED：川合元、緩鹿秀隆（東映デジタルラボ）
- VFX：ツークン研究所
  - VFXスーパーバイザー：美濃一彦
  - VFXプロデューサー：永富大地
  - VFXディレクター：小林真吾
    - 興村暁人、鈴木優里、板倉聡子、田中智也、冨田有香、黒澤あかね、中一太志、笹江政毅、林潔

  - 熊谷深理、佐藤和彦（Zaxx）
  - 帆足剛彦（studio pica pixels）
  - Pank ration、闇猫 D4cus
- キャラクターデザイン：さとうけいいち
- デザイン協力：プレックス
- 「葵」設定協力&アニメーション制作：ベルズン・ウィッスル
- タイトルロゴデザイン：海野大輔
- 造型：レインボー造型企画、前澤範
- 絵コンテ：なかの★陽
- ワイヤーセッティング：佐々木俊宜、帯金伸行、荒川真、こしげなみへい
- カースタント：武士レーシング
- 広報担当：藤岡秀次郎（東映）
- 制作担当：中島嘉隆
- ラインプロデューサー：下前明弘
- 制作デスク：佐々木幸司
- 協力：「ハリケンジャーVSガオレンジャー」製作委員会
- ミニチュア協力：特撮研究所
- イラスト協力：こにししのぶ、むらいみすず
- 技術協力：東映ラボ・テック、西華デジタル・イメージ株式会社、BULL
- 監督：田﨑竜太、鈴村展弘

### 音楽（痛）

#### 主題歌（痛）

##### オープニングテーマ（痛）
「アキバレンジャー シーズン痛 〜でもDEMOバージョン〜」（第1痛）
作詞・作曲・仮歌 - 桃井はるこ
本レコーディング前のデモテープという「設定」の別アレンジバージョン。オープニング映像も、第1痛の完成スケジュールに間に合わなかったという設定で、第1痛に登場しない人物やCGなどが入る部分が絵コンテになっている。
「アキバレンジャー シーズン痛!」（第2痛 - ）
作詞・作曲 - 桃井はるこ / 編曲 - 籠島裕昌 / 歌 - 桃井はるこfeat.山形ユキオあんどMoJo
「でもDEMOバージョン」に対する「完成版」であり、オープニング映像も完成版となっている。最終痛では、でもDEMOバージョンと異なる部分や途中で変更された部分が比較映像になっている。

##### エンディングテーマ（痛）
第2痛以降（第4痛・第8痛・最終痛を除く）は、戦隊シリーズのエンディングや挿入歌をレギュラーキャストの誰かがカバーした曲が使用される。最終痛では回想している話数のエンディングが挿入歌として使用されている部分がある。
「スーパー戦隊☆非公認応援歌」（第1痛）
作詞 - マイクスギヤマ / 作曲 - 三浦誠司 / 編曲 - 佐藤泰将 / 歌 - 赤木信夫と山形ユキオあんどMoJo
「ファイト!サンバルカンロボ 〜「太陽戦隊サンバルカン」（1981年）より」（第2痛）
作詞 - 山川啓介 / 作曲 - 渡辺宙明 / 歌 - 横山優子（荻野可鈴）
オリジナル歌手は串田アキラとこおろぎ'73。 『サンバルカン』のサンバルカンロボのテーマ曲。
「Go! Love Sick 〜「救急戦隊ゴーゴーファイブ」（1999年）より」（第3痛）
作詞 - 藤林聖子 / 作曲 - 佐橋俊彦 / 歌 - 石清水美月（澤田汐音）
オリジナル歌手は宮村優子。『ゴーゴーファイブ』第45話で使用された早瀬京子のキャラソン。
「キャプたん Chu-Chu-Chu 〜原曲「斗え!忍者キャプター」」（第4痛）
作詞 - 八手三郎 / 補作詞 - 占部立帆（荒川稔久） / 作曲 - 小森昭宏 / 歌 - 堀美江都子（堀江美都子）
『忍者キャプター』のオープニング曲の歌詞を「忍者キャプたん」に合わせて替えたもの。本編からCMなしでエンディングに入っており映像も通常と異なっている。
原曲の「斗え!忍者キャプター」のオリジナル歌手は水木一郎、堀江美都子、こおろぎ'73。
「girls in trouble! DEKARANGER 〜「特捜戦隊デカレンジャー」 （2004年）より」（第5痛）
作詞 - 藤林聖子 / 作曲 - ゆうまお / 歌 - 赤木信夫（和田正人）&ツー将軍（堀川りょう）
オリジナル歌手は木下あゆ美と菊地美香。『デカレンジャー』で主にジャスミン、ウメコがメインのエピソード時に使われたエンディング曲。
「夢をかなえてダイナマン-萩原佐代子バージョン- 〜「科学戦隊ダイナマン」 （1983年）より」（第6痛）
作詞 - 小池一夫 / 作曲 - 京建輔 / 歌 - 葉加瀬博世（内田真礼）
1983年10月に発売された企画LP「スーパーギャルズメモリー」で、立花レイ役の萩原佐代子が歌ったアコースティックバージョン。
「シンケン祭り 〜「侍戦隊シンケンジャー」（2009年）より」（第7痛）
作詞 - 藤林聖子 / 作曲 - ジャック・伝ヨール / 歌 - 石清水ルナ、横山優子、マルシーナ、赤木信夫
オリジナル歌手はSister MAYO。『シンケンジャー』本編では未使用の挿入歌。
「スーパー戦隊☆非公認応援歌（妄想戦士ver）」（第8痛）
作詞 - マイクスギヤマ / 作曲 - 三浦誠司 / 編曲 - 佐藤泰将 / 歌 - 赤木信夫、石清水ルナ、横山優子
第1痛で使用されたエンディングをアキバレンジャーの3人で歌ったバージョン。
「HOT! HOT! ガオマッスル!! 〜「百獣戦隊ガオレンジャー」（2001年）より」（第9痛）
作詞 - 桑原永江 / 作曲 - 中川幸太郎 / 歌 - 三田こずこず（愛川こずえ）
オリジナル歌手は山形ユキオ。『ガオレンジャー』のガオマッスルのテーマ曲。
第10痛ではこずこずが踊っている場面でBGMとしても使用された。
「気のせいかな 〜「電磁戦隊メガレンジャー」（1997年）より」（第10痛）
作詞 - 八手三郎 / 作曲 - 鷹虎 / 歌 - ツー将軍（堀川りょう）
オリジナル歌手は風雅なおと。『メガレンジャー』の第1話から第20話と第31話から第51話で使用されたエンディング曲。
「Dolla! 〜魔女バンドーラのテーマ〜 〜「恐竜戦隊ジュウレンジャー」（1992年）より」（第11痛）
作詞 - 冬杜花代子 / 作曲 - KAZZ TOYAMA / 歌 - マルシーナ（穂花）
オリジナル歌手は曽我町子。『ジュウレンジャー』の悪役キャラ・バンドーラのキャラソン。
「ショットボンバー全力集中 〜「光戦隊マスクマン」（1987年）より」（第12痛）
作詞 - 園部和範 / 作曲 - 池毅 / 歌 - 石清水ルナ、横山優子、葉加瀬博世、三田こずこず
オリジナル歌手は影山ヒロノブとこおろぎ'73とSHINES。『マスクマン』の劇場版主題歌。
「スーパー戦隊☆非公認応援歌（ver.MAX!!）」（最終痛）
作詞 - マイクスギヤマ / 作曲 - 三浦誠司 / 編曲 - 佐藤泰将 / 歌 - 赤木信夫、石清水ルナ、横山優子、桃井はるこ、山形ユキオ、MoJo
最終痛ではバックの画像がメイキングの画像になっている。

##### 挿入歌（痛）
公認戦隊の名乗りや戦闘時および作品説明などで流れるオープニング曲などは除く。
「Heroic lily」（第1痛・第4痛・第9痛）
作詞 - 只野菜摘 / 作曲 - 鈴木盛広 / 編曲 - 村井大 / 歌 - 市川葵［十夜月朱里（内田真礼）］
第1痛では、信夫と博世が「ズキューーン葵」の話をしている場面でBGMとして使用された。
第4痛冒頭でルナはこの曲で「踊ってみた」を撮影しようとしていた。
第9痛ではイタッシャー2号（イタッシャーボーイ）の登場シーンに使用された。
「こころはタマゴ」（第1痛）
作詞 - 荒木とよひさ / 作曲 - つのごうじ / 編曲 - 山本健司 / 歌 - 影山ヒロノブ
第1痛のステマ乙との最終決戦で復活した係長を倒す際にBGMとして使用された。
「ガオレンジャー吼えろ!!」 （第3痛）
作詞 - 桑原永江 / 作曲・編曲 - 中川幸太郎 / 歌 - 山形ユキオ
第3痛にてキバレンジャーの放った「吼新星・乱れやまびこ」のイメージとして登場した山形が歌っていた。
「バトルフィーバーJ」（第3痛）
作詞 - 山川啓介 / 作曲・編曲 - 渡辺宙明 / 歌 - MoJo
第3痛にて「ガオレンジャー吼えろ!!」同様にキバレンジャーの放った「吼新星・乱れやまびこ」のイメージとして登場したMoJoが歌っていた。
「五星戦隊ダイレンジャー」（第3痛）
作詞 - 八手三郎 / 作曲 - 大野克夫  / 編曲 - 山本健司 / 歌 - アキバレンジャー（和田正人・澤田汐音・荻野可鈴）
第3痛でチャイナレッドをリュウレンジャーに戻すため、アキバレンジャーの3人がダイレンジャーのオープニングを再現した際に歌っている。
「風の戦士」（第3痛）
作詞 - 白峰美津子 / 作曲 - 樫原伸彦 / 編曲 - 吉田明彦 / 歌 - 石田よう子
第3痛でキバレンジャーを元に戻すため、ダイレンジャー第33話のシーンを再現した際に使用された。
「地球戦隊ファイブマン」（第4痛）
作詞 - 売野雅勇 / 作曲 - 小杉保夫 / 編曲 - 山本健司 / 歌 - 鈴木けんじ
第4痛でひみつきち内のBGMとして使用された。
「太陽戦隊サンバルカン」（第4痛）
「若さはプラズマ」（第4痛）
作詞 - 山川啓介 / 作曲・編曲 - 渡辺宙明 / 歌 - 串田アキラ、こおろぎ'73
2曲とも第4痛であのころっぽい懐かしい攻撃を放った際にBGMとして使用された。
「高速戦隊ターボレンジャー」（第6痛）
作詞 - 松本一起 / 作曲 - 井上ヨシマサ / 編曲 - 米光亮 / 歌 - 永川蝶子（若木萌）
第6痛でツー将軍の見ているモニター内で永川蝶子が歌っていた。
「電撃戦隊チェンジマン」（第8痛）
作詞 - さがらよしあき / 作曲 - 大野克夫 / 編曲 - 矢野立美 / 歌 - KAGE
第8痛でムトウムシテと超アキバレッドの一騎討ち用のセットチェンジをしている間にイントロとサビの部分が使用された。
「轟轟戦隊ボウケンジャー」（第8痛）
作詞 - 岩里祐穂 / 作曲 - 山田信夫 / 編曲 - 京田誠一 / 歌 - NoB
第8痛の最後の場面で入院している謎の人物が点けたテレビからイントロが流れてきた。
「侍戦隊シンケンジャー」（第9痛）
作詞 - 藤林聖子 / 作曲 - YOFFY / 編曲 - Project.R（大石憲一郎・サイキックラバー） / 歌 - サイキックラバー (Project.R)
「炎神戦隊ゴーオンジャー」（第9痛・第10痛）
作詞 - マイクスギヤマ / 作曲 - 岩崎貴文 / 編曲 - Project.R（大石憲一郎、岩崎貴文） / 歌 - 高橋秀幸 (Project.R)
「超電子バイオマン」（第9痛）
作詞 - 康珍化 / 作曲 - 加瀬邦彦 / 編曲 - 矢野立美 / 歌 - 宮内タカユキ
第9痛でツー将軍がそれぞれの台本を取り出した際にBGMとして使用された。
「炎神戦隊ゴーオンジャー」は第10痛でも、ひみつきち内のBGMとして使用された。
「呪文降臨〜マジカル・フォース」（第9痛）
作詞 - 岩里祐穂 / 作曲 - YOFFY / 編曲 - サイキックラバー・大石憲一郎 / 歌 - Sister MAYO
第9痛でツー将軍がマルシーナに呪縛転生の魔法を掛けたことを説明する際に使用された。
「Machineイタッシャー!（イタッシャーボーイ・バージョン）」（第9痛）
作詞・作曲 - 桃井はるこ / 編曲 - 古川竜也 / 歌 - 桃井はるこfeat.山形ユキオ
第9痛でイタッシャーボーイが活躍する場面で使用された。歌詞の「イタッシャー」の部分の後に「ボーイ」が追加されている。
「天国サンバ」（第10痛）
作詞 - 森雪之丞 / 作曲・編曲 - 小路隆 / 歌 - 赤木信夫（和田正人）
第10痛での信夫たちの日常生活の場面で使用された。元は第4痛のエンディング曲として用意されていたが、第4痛のエンディング曲が「キャプたん Chu-Chu-Chu」に差し替えられたため、この曲はエンディング曲としては使用されていない。
「科学戦隊ダイナマン」（第10痛）
作詞：小池一夫 / 作曲・編曲：京建輔 / 歌：MoJo、こおろぎ'73
第10痛でツー将軍がマルシーナに撃たれた際にBGMとして使用された。

### 放送日程（痛）
バロスwの怪人モチーフは下部に記載。
| BS朝日での放送日 | 話数   | サブタイトル | 登場怪人・メカ | 監督     |
| ---------------- | ------ | ------------ | --- | -------- |
| 2013年4月05日    | 第1痛  | 妄想大戦     | デリューナイト 渋谷セイタカアワダチソウヒゲナガアブラムシ（声：浜田賢二） 歌舞伎町メスグロヒョウモンチョウ（声：緑川光） 門前仲町ハシビロコウ（声：黒田崇矢） 暗黒ステマ城ロボ | 田﨑竜太 |
| 4月12日          | 第2痛  | 妄想中華     | ブルーレイ係長（声：山口勝平） （ゴーマ怪人・係長） | 田﨑竜太 |
| 4月19日          | 第3痛  | 妄想拳劇     | HvD編集長（声：山口勝平） （ゴーマ怪人） | 田﨑竜太 |
| 4月26日          | 第4痛  | 妄想女神     | スマホモンガー（声：小西克幸） （機械生命体） | 鈴村展弘 |
| 5月03日          | 第5痛  | 妄想輸入     | クニマスマホガニー（声：小西克幸） （トリノイド） | 鈴村展弘 |
| 5月10日          | 第6痛  | 妄想娘娘     | ユルキャラジゲン（声：桃井はるこ） （次元獣） | 鈴村展弘 |
| 5月17日          | 第7痛  | 妄想間者     | ハーデズキン / ジャカンイエロー・テントライジャー（声：長澤奈央） （暗黒七本槍 / ゴウライジャー）                                                                              | 鈴村展弘 |
| 5月24日          | 第8痛  | 妄想美闘     | 時の拳魔ムトウムシテ（声：檜山修之） （三拳魔） | 田﨑竜太 |
| 5月31日          | 第9痛  | 妄想弐號     | シーラカンスカンス （メカジャイガン） | 田﨑竜太 |
| 6月07日          | 第10痛 | 妄想枕語     | デリューナイト 亀有アルパカ（声：関智一） （係長） | 鈴村展弘 |
| 6月14日          | 第11痛 | 妄想墓地     | デリューナイト | 鈴村展弘 |
| 6月21日          | 第12痛 | 妄想使徒     | プリズムA | 田﨑竜太 |
| 6月28日          | 最終痛 | 妄想集編     | ――――― | 田﨑竜太 |

- シーズン痛のタイトルはすべて妄想○○（○○内にはその回に関係した言葉）で統一されている。
- 第1痛は「信夫たちの回想による総集編」であり、前作とは多少異なるステマ乙との戦いを振り返る内容となっている。

### 放送局（痛）
| 放送地域 | 放送局             | 系列               | 放送期間               | 放送日時           |
| -------- | ------------------ | ------------------ | ---------------------- | ------------------ |
| 日本全域 | BS朝日             | BSデジタル放送局   | 2013年4月5日 - 6月28日 | 金曜 25:30 - 26:00 |
| 兵庫県   | サンテレビ         | 独立局             | 2013年4月8日 - 7月1日  | 月曜 23:30 - 24:00 |
| 東京都   | TOKYO MX           | 独立局             | 2013年4月8日 - 6月26日 | 月曜 25:00 - 25:30 |
| 日本全域 | バンダイチャンネル | インターネット配信 | 2013年4月9日 - 7月2日  | 火曜 12:00 更新    |

## WEBラジオ
インターネットラジオ番組『非公認戦隊アキバレンジャー 公認WEBラジオ（仮）』が2012年7月6日から11月23日までアニメイトTVのサイト内にて配信された。
メインパーソナリティ
- 和田正人（赤木信夫 / アキバレッド 役）

コーナーパーソナリティ
- マルシーナ（演：穂花）

各回ゲスト
| 配信回数 | 配信日       | ゲスト              | 備考                                                                         |
| -------- | ------------ | ------------------- | ---------------------------------------------------------------------------- |
| 第1回    | 2012年7月6日 | 日南響子 荻野可鈴   | 青柳美月 / アキバブルー 役 萌黄ゆめりあ(CN) / アキバイエロー 役              |
| 第2回    | 7月20日      | 日南響子 荻野可鈴   | 青柳美月 / アキバブルー 役 萌黄ゆめりあ(CN) / アキバイエロー 役              |
| 第3回    | 8月10日      | 関智一 沖佳苗       |                                                                              |
| 第4回    | 8月24日      | 関智一 沖佳苗       |                                                                              |
| 第5回    | 9月14日      | 内田真礼 愛川こずえ | 葉加瀬博世 役 三田こずこず 役                                                |
| 第6回    | 9月28日      | 内田真礼 愛川こずえ | 葉加瀬博世 役 三田こずこず 役                                                |
| 第7回    | 10月12日     | 桃井はるこ 高橋秀幸 |                                                                              |
| 第8回    | 10月26日     | 桃井はるこ 高橋秀幸 |                                                                              |
| 第9回    | 11月9日      | 荻野可鈴 緑川光     | 萌黄ゆめりあ(CN) / アキバイエロー 役 歌舞伎町メスグロヒョウモンチョウ(声) 役 |
| 第10回   | 11月23日     | 荻野可鈴 緑川光     | 萌黄ゆめりあ(CN) / アキバイエロー 役 歌舞伎町メスグロヒョウモンチョウ(声) 役 |

## 携帯アプリ
バンダイナムコゲームスより『ズキューーン葵 萌こみゅアプリ』がスマートフォン向けに配信されている。コミュニケーションアプリであり、無料ガチャ（一部有料）を引くことにより「にじよめ学園ズキューーン葵」の世界観を追体験でき、葵との会話も楽しめる。

## 玩具
バンダイ（現在はBANDAI SPIRITS）の可動フィギュアシリーズS.H.Figuartsより、レッド・ブルー・イエロー3名の商品化された。レッドの初回限定版には、アキバレンジャーのロゴが入れられた3人分の特製展示スタンドが付属する。同シリーズのデカレッド・ボウケンレッド・レッドホークにはそれぞれデカワッパー・ボウケンスコッパー・ジェットウインガーが付属しており、これらをアキバレンジャーに装備させることや、ダイソレタキャノンを再現することも可能。また、モエモエズキューーンも9月下旬の商品化が決定し、劇中同様のディテールと変形ギミック・音声の完全再現がなされている。イタッシャーロボもS.H.Figuartsブランドで11月発売が決定しており、変形できるだけでなく3人が搭乗可能なビッグサイズになっていて、価格もサイズもシリーズ最大級のものとなっている。宣伝文句は「高いが安い」。S.H.Figuarts関係のCMは本作品で葉加瀬博世を演じている内田真礼が行っているが、モエモエズキューーンのCMは玄田哲章が公認様のCMを意識したナレーションを行った。さらに魂ウェブ商店限定でデリューナイトとシャチークも商品化された。また、シーズン痛の第1痛で巨大戦の際にS.H.Figuartsのアキバレンジャーおよびイタッシャーロボが使用されている。
同じくバンダイのトレーディングカードゲーム「クルセイドシステムカードシリーズ」でも、ブースターパックとしてリリースされている。このブースターのために「非公認」という追加ルールが制定された。これは、出典が「非公認戦隊アキバレンジャー」以外のカードを「公認様」として扱い、それらがいない間は大変強いが、場に公認様が出てきた途端に弱体化してしまうというものである。ただし、キャラクターの特殊能力などで公認様を無理やり「非公認」扱いとすることで、元の強さを取り戻すことが出来るという特徴がある。また、これまでリリースされたカードは全てアニメ化された作品が出典であるため、アニメから抜粋した絵、あるいは描き下ろしイラストが描かれていたが、このブースターパックでは実写シーンをそのままカードに載せている。
シーズン痛ではS.H.Figuartsにて、超アキバレッド、アキバブルー（シーズン痛Ver.）、アキバイエロー（シーズン痛Ver.）が商品化された。ブルーとイエローにはダイレンボンバー（イエロー）・ジュウレンバックラー（ブルー）・ハリケンボール（ブルー）が付属しており大それたバズーカを再現することも可能。また同シリーズのデカワッパー・ボウケンスコッパー・ジェットウインガーと組み合わせて大それてるキャノンバズーカも再現可能。同シリーズで販売されたリュウレンジャー、キバレンジャー、ティラノレンジャー、ドラゴンレンジャー、ハリケンレッドは本編に登場したチャイナレッド、非公認マークの付いたキバレンジャー、レッドレンジャー、グリーンレンジャー、シュリケンジャーのマークの付いたハリケンレッド用の差し替えパーツが付属している。さらに第12痛に一瞬だけ登場した超アキバレッド・スーパーがイタッシャーボーイ用デカール（イタッシャーロボに貼ることでイタッシャーボーイに変更できる）付属で発売された。また、なりきりアイテムとしてモヤモヤズキューンとムニュムニュズバーーンが商品化された。後者は前シーズンのDXモエモエズキューンと合体させることが可能である。
また、プレミアムバンダイ限定で、レソジャーキー（海賊戦隊ゴーカイジャーの変身アイテムであるレンジャーキーのパロディー）のセット販売（レッド1種・ブルー2種・イエロー2種）を行っている。ただし、非公認らしくモバイレーツなどには挿さらない。
2022年には本作品の放送10周年を記念してレソジャーキー（レッド1種・ブルー2種・イエロー2種と、セソタイギア（機界戦隊ゼンカイジャーの変身アイテムであるセンタイギアのパロディー / レッド1種・ブルー2種・イエロー2種）、センタイギア（機界戦隊ゼンカイジャーの変身アイテム / レッド1種）のセット販売が行われた。なお、レソジャーキーはプレミアムバンダイで販売された「モバイレーツ MEMORIAL EDITION」、セソタイギアとセンタイギアは「DXギアトリンガー」と連動する。

## 10周年特番
『非公認戦隊アキバレンジャー 10周年特番〜あのとき、君は痛かった〜』
東映特撮ファンクラブで配信された本作品10周年とBlu-ray BOX発売を記念した特番。2023年6月11日に前編、6月18日に後編を配信。また第1話オーディオコメンタリーパートを東映特撮YouTube Channelでも配信。出演は赤木信夫役の和田正人、アキバレッドスーツアクターの和田三四郎、プロデューサーの日笠淳。

## 映像ソフト化
第1作は2012年7月27日にバンダイビジュアル（現在はバンダイナムコフィルムワークス）からDVD、Blu-ray Discが発売された。共に全4巻。
2023年7月28日にBlu-ray BOXが発売。シーズン1とシーズン痛、『非公認戦隊アキバレンジャーらいぶつあーふぁいなる〜中野へ大遠征！〜』『非公認戦隊アキバレンジャーシーズン痛らいぶつあーふぁいなる2013〜中野へ再遠征〜』を収録。

## 関連作品
- ネット版 仮面ライダー×スーパー戦隊 スーパーヒーロー大変 〜犯人はダレだ?!〜 - 「仮面ライダー×スーパー戦隊 スーパーヒーロー大戦」のスピンオフネットムービー。その中の一編「特命探偵バディゴー!」第2話のオチでアキバレンジャーの名前が登場する。
- Super Seisyun Brothers -超青春姉弟s- - 登場人物の梅園ウイがアニメ版にてアキバレッドのコスプレをしている。また、ウイの声優は本作品で博世を演じた内田が担当している。
- アウトブレイク・カンパニー - 第7話で秋葉原に行く話があり、「戦隊カフェ ひみつきち」のチラシが登場する。『アキバレンジャー』でシリーズ構成を担当した荒川が脚本を担当している。
- 小説 仮面ライダークウガ - 荒川による、「クウガ」本編の13年後を描いた小説版。作中でアキバレンジャーがテレビ放映されていることをほのめかすくだりがある。
- スペース・スクワッド - 『ギャバンVSデカレンジャー』では、バン（赤座伴番）が「アキバレンジャー」という名前に反応し、決め台詞を言うシーンがある。
- 4週連続スペシャル スーパー戦隊最強バトル!! - 2019年2月に全4話が放送された特撮テレビドラマ。こちらはスーパー戦隊"公認"のクロスオーバー企画である。なお、アキバレンジャーは未参戦。
- 学研の図鑑「スーパー戦隊」 - アキバレンジャーが「妄想世界のヒーロー」として簡潔ながらも紹介されている。
- セイバー+ゼンカイジャー スーパーヒーロー戦記 - 2021年公開のスーパー戦隊と仮面ライダーの"公認"クロスオーバー映画。作中ではゼンカイジャーのアイテム・センタイギアとしてアキバレンジャーを模した非公認センタイギア アキバレンジャー[88]が使われ、イメージではあるが事実上"公認サプライズ出演"を果たす（なお、アキバレッドは超アキバレッドのイメージ）。使用効果は敵に対して死亡フラグを立てさせるものであった[88]。